# Bégonia
Begonia
Genre
Les bégonias sont des plantes à fleurs du genre Begonia, qui représente la quasi-totalité de la famille des Bégoniacées, avec plus de 2 000 espèces décrites.
À quelques exceptions près, les bégonias sont facilement reconnaissables à leurs feuilles asymétriques et aux fragiles fleurs à minuscule cœur jaune, parfois très dissemblables sur un même pied, selon qu'elles sont mâles ou femelles, puisque ce sont des plantes monoïques strictes. Les autres caractères apparaissent au contraire très variables d'une espèce à l'autre, tant par la forme ou la couleur du feuillage et des fleurs, que par le port ou la hauteur, qui s'échelonne de quelques centimètres à 3 ou 4 m. À ces espèces botaniques, il faut ajouter presque autant d'hybrides et de multiples cultivars horticoles.
Les bégonias sont principalement originaires des régions tropicales chaudes et humides d'Amérique du Sud, d'Amérique centrale et d'Asie du Sud-Est, mais on trouve également des bégonias sauvages qui poussent en Afrique tropicale ou encore en Chine du sud. Quelques espèces se sont néanmoins adaptées à des zones plus froides ou sèches en développant des organes souterrains, qui survivent à la mauvaise saison en stockant des réserves tandis que le feuillage disparait. C'est le cas notamment des bégonias tubéreux qui résistent à plus de 3 000 m dans la cordillère des Andes. Enfin, l'exceptionnellement rustique B. grandis se trouve jusqu'à 3 000 m dans l'Himalaya.
Il convient de bien différencier les bégonias botaniques des bégonias horticoles. Les premiers sont des espèces ou hybrides d'origine naturelle, regroupés au sein de ce grand genre en plus de soixante-dix sections. Au XXIe siècle, de nouvelles espèces sont encore décrites régulièrement. Elles sont découvertes soit au gré des collectes faites lors d'expéditions de terrain qui rapportent de nouveaux spécimens types, soit à la faveur des progrès de la botanique permettant de mieux différencier les anciennes récoltes. Les bégonias horticoles, quant-à eux, sont des plantes qui ont été cultivées, d'abord en Asie pour leurs propriétés médicinales, puis par les occidentaux qui les importent et commercialisent les premières variétés ornementales au milieu du XIXe siècle. Elles ont été depuis lors croisées entre elles, presque à l'infini, pour obtenir d'innombrables cultivars, patiemment sélectionnés afin de répondre mieux encore aux exigences des collectionneurs et des fleuristes, du point de vue esthétique ou de la résistance aux agressions environnementales ou aux maladies.
Comme la classification scientifique des bégonias n'est pas aisée, les amateurs distinguent, pour plus de facilité, sept ou huit grands groupes de bégonias, basés sur leur morphologie : les bégonias semperflorens, à floraison continue ; les tubéreux ; les rhizomateux, dont les bégonias rex au feuillage très coloré ; les bambusiformes qui ont une tige semblable à du bambou ; les arbustifs ; les bégonias à tiges épaisses et enfin les rampants ou grimpants.
Décrits et nommés à la fin du XVIIe siècle, les bégonias font d'abord le bonheur des collectionneurs du XIXe siècle, tant ils sont aisés à multiplier et à hybrider, avant de devenir rapidement populaires pour leur floraison spectaculaire ou leurs feuillages décoratifs. On en cultive aussi bien dans les jardins que dans les intérieurs.
Dans leur pays d'origine, ces plantes ont aussi un usage médicinal traditionnel, principalement pour la présence d'oxalates et de cucurbitacine dans leur composition. Le goût acidulé du feuillage de nombreuses espèces est aussi apprécié pour relever les plats, comme on le ferait avec de l'oseille.

## Étymologie
Le nom générique, Begonia, vient de celui donné au XVIIe siècle à une plante originaire des Antilles par le père Charles Plumier, un botaniste français. Il l'avait choisi en hommage à Michel Bégon qui fut gouverneur de Saint-Domingue (1680) puis Intendant de la Marine à Rochefort (1688). Ceci explique également le choix de cette ville française de Charente-Maritime pour héberger le Conservatoire national du bégonia, rue Charles Plumier.

## Grands types de bégonias
L'espèce type du genre Begonia est Begonia obliqua L.
Les plantes de ce genre sont dans l'ensemble facilement reconnaissables pour un œil averti à leurs feuilles asymétriques, à quelques exceptions près, et l'aspect des fragiles fleurs, différentes selon qu'elles sont mâles ou femelles, caractéristiques de plantes monoïques. En revanche, il s'avère beaucoup plus compliqué de différencier les espèces entre elles, tant elles présentent de variabilité à la faveur des hybridations spontanées. En parallèle des classifications scientifiques botaniques, les horticulteurs préfèrent classer ces plantes selon leurs caractéristiques formelles qui, le plus souvent, conditionnent aussi leur mode de culture.
Dès 1903, l'horticulteur lillois Adolphe van den Heede distingue quatre grands groupes de bégonias : tubéreux, herbacés, buissonnants, et sans tiges ou rhizomateux.
Par la suite on a tenté de regrouper plus précisément ces plantes, selon leurs organes souterrains (fibreux, rhizomateux, bulbeux ou tubéreux), leur port (arbustif, bambusiforme, grimpant, retombant...), leurs organes aériens (tiges épaisses, feuillage...) ou encore leur lignée (Semperflorens-cultorum, Rex-cultorum, Eliator, Lorraine...).
En règle générale, les horticulteurs européens qui font pousser principalement des cultivars à grandes fleurs distinguent cinq groupes principaux : les bégonias Eliator, Lorraine, Semperflorens-cultorum, tubéreux et à feuillage.
Les nord-américains qui cultivent une plus grande diversité d'espèces à floraison modeste, pour des raisons climatiques, distinguent quant à eux  huit groupes, dont les B. rex qui sont également rhizomateux : Semperflorens-cultorum, tubéreux, rhizomateux, Rex-cultorum, bambusiformes, arbustifs, à tiges épaisses et enfin rampants ou grimpants,.
Les collectionneurs français répertorient à peu près les mêmes grands types de bégonias que leurs homologues britanniques ou américains, distinguant parfois un neuvième ensemble, pour les espèces épiphytes : bégonias semperflorens, tubéreux et semi-tubéreux, rhizomateux, rex, bambusiformes, arbustifs et buissonnants, à caudex, rampants et grimpants, épiphytes.

### Bégonias semperflorens

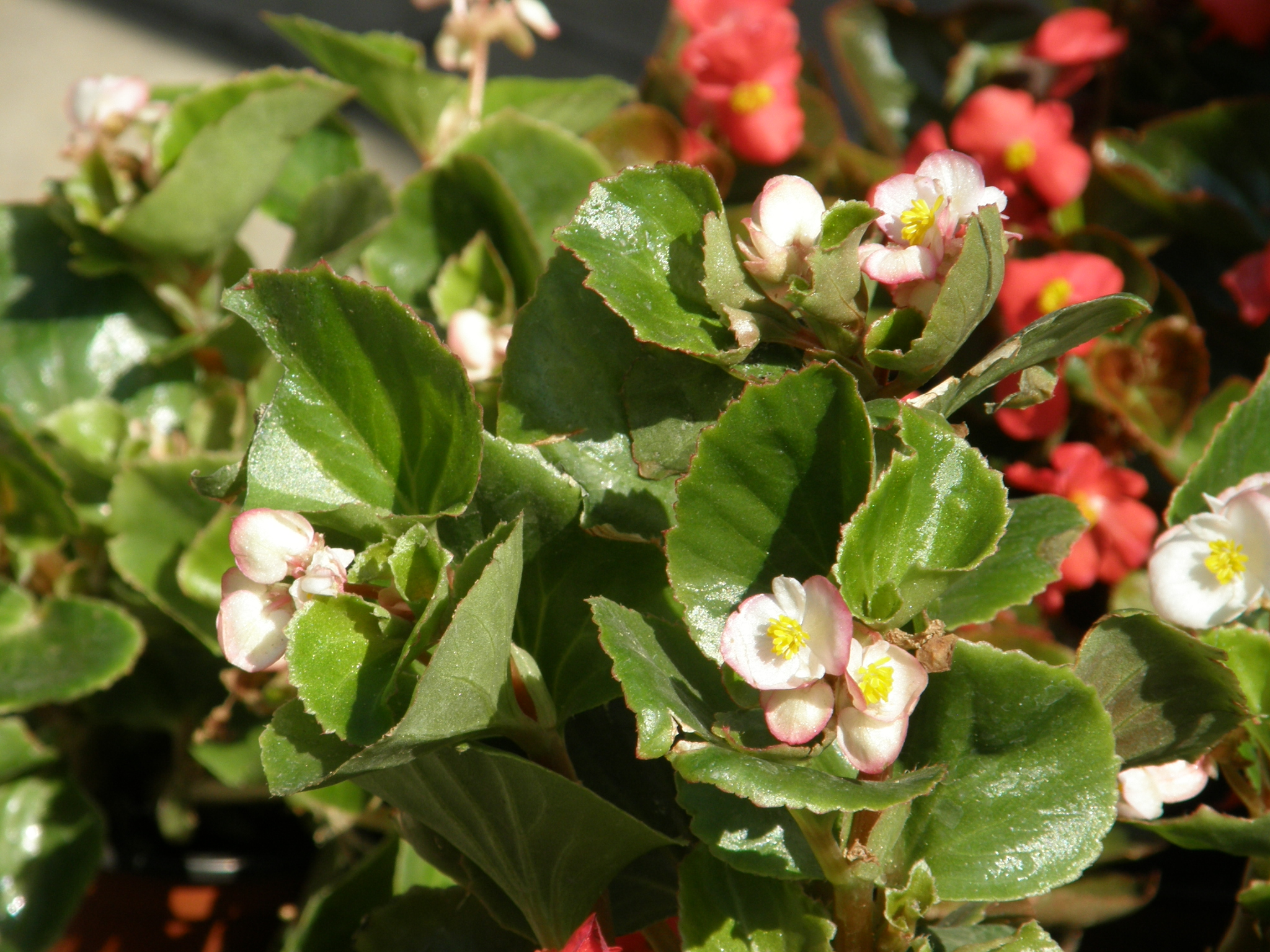
Bégonias semperflorens

Cette lignée horticole est appelée Begonia ×semperflorens-cultorum ou Begonia Groupe Semperflorens-cultorum.
La floraison s'échelonne toute l'année (semper signifie « toujours », en latin), avec toutefois une plus grande profusion en été. Les fleurs simples ou doubles, ont des nuances de rouge, rose ou blanc. Ce sont des plantes à massifs, très populaires en horticulture, qui forment un groupe important d'hybrides et cultivars, obtenu au départ par hybridation entre deux espèces naines à port compact : Begonia cucullata et Begonia subvillosa.
Bien qu'ils soient naturellement vivaces, les bégonias « semperflorens » sont aussi appelés « bégonias annuels » car, ne supportant guère le gel, ces plantes sont le plus souvent reproduites chaque année à partir de semis. Pourtant, dans les régions où un tel froid n'est pas à craindre, les bégonias semperflorens forment des buissons vivaces. Quelques cultivars plus résistants peuvent même supporter une courte période de gel en dessous de −10 °C (zone de rusticité 7).
Ce sont des bégonias à racines fibreuses dont le feuillage est brillant, comme ciré, sans poils, d'un vert vif plus ou moins teinté de brun rouge, parfois très foncé, tandis que l'espèce Begonia subvillosa donne des feuilles recouvertes d'une feutrage blanc ou brun. Quelques cultivars peuvent aussi se panacher de blanc.
Par hybridations successives, cette lignée c'est agrandie encore par la suite. Notamment avec le populaire Begonia × hybrida 'Dragon Wings', dont la marque est déposée en 1997. Issu du croisement avec un bégonia à port de bambou d'Argentine, identifié par la suite comme étant Begonia descoleana, ce cultivar est beaucoup plus érigé, il possède des feuilles d'aspect ciré, mais plus allongées, et une abondante floraison, mais stérile.

### Bégonias tubéreux

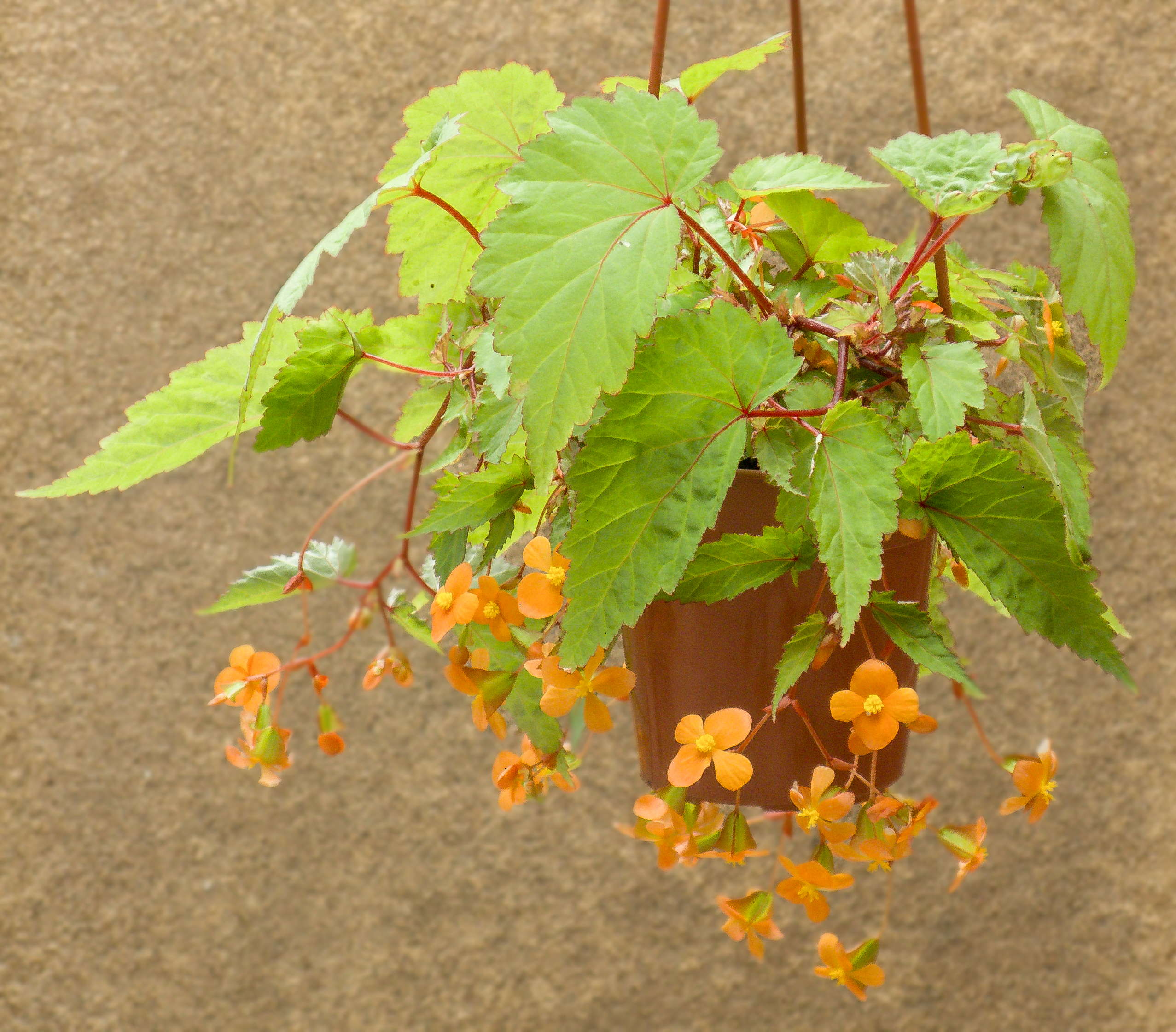
Un bégonia tubéreux (B. sutherlandii)

Les bégonias tubéreux sont vivaces et possèdent des organes de réserve qui prennent la forme de tubercules semi-succulents, de forme aplatie, ou parfois plutôt de bulbes. Ceci assure l'alimentation de la plante en eau et en nutriments durant la mauvaise saison. En effet, les plantes de ce groupe perdent leur partie aérienne à l'automne et connaissent une période de dormance jusqu'au printemps suivant. Cette période de repos, au frais et à l’ombre, est nécessaire. Elles apprécient souvent un air humide, sans excès, mais pas l'eau stagnante dans le sol qui doit être suffisamment drainant pour éviter la pourriture,,.
Les bégonias tubéreux se distinguent également par une floraison souvent spectaculaire, et bien que certaines plantes restent discrètes, d'autres émettent un parfum ou arborent des fleurs de la taille d'une assiette, parfois doubles ou bien frisées, et de toutes couleurs, y compris en dégradés, sauf du bleu. Les tiges peuvent avoir un port retombant ou bien rigide et il arrive que le feuillage, le plus souvent ordinaire, soit également décoratif, voire atypique comme chez Begonia bogneri dont l'aspect filiforme évoque une graminée.
Quelques espèces sont des microtubéreux, comme Begonia elachista Moonlight & Tebbitt sp. nov., décrite en 2017 et qui ne dépasse pas 5 cm de haut, soit la plus petite espèce de bégonia connue jusqu'alors.
Parfois les plantes ne développent pas un véritable tubercule, mais un renflement à la base de la tige nommé caudex, évoquant une sorte de bonzaï naturel. On les appelle des bégonias semi-tubéreux. Ceux-ci portent de petites feuilles et  fleurs, parfois de couleur rose.

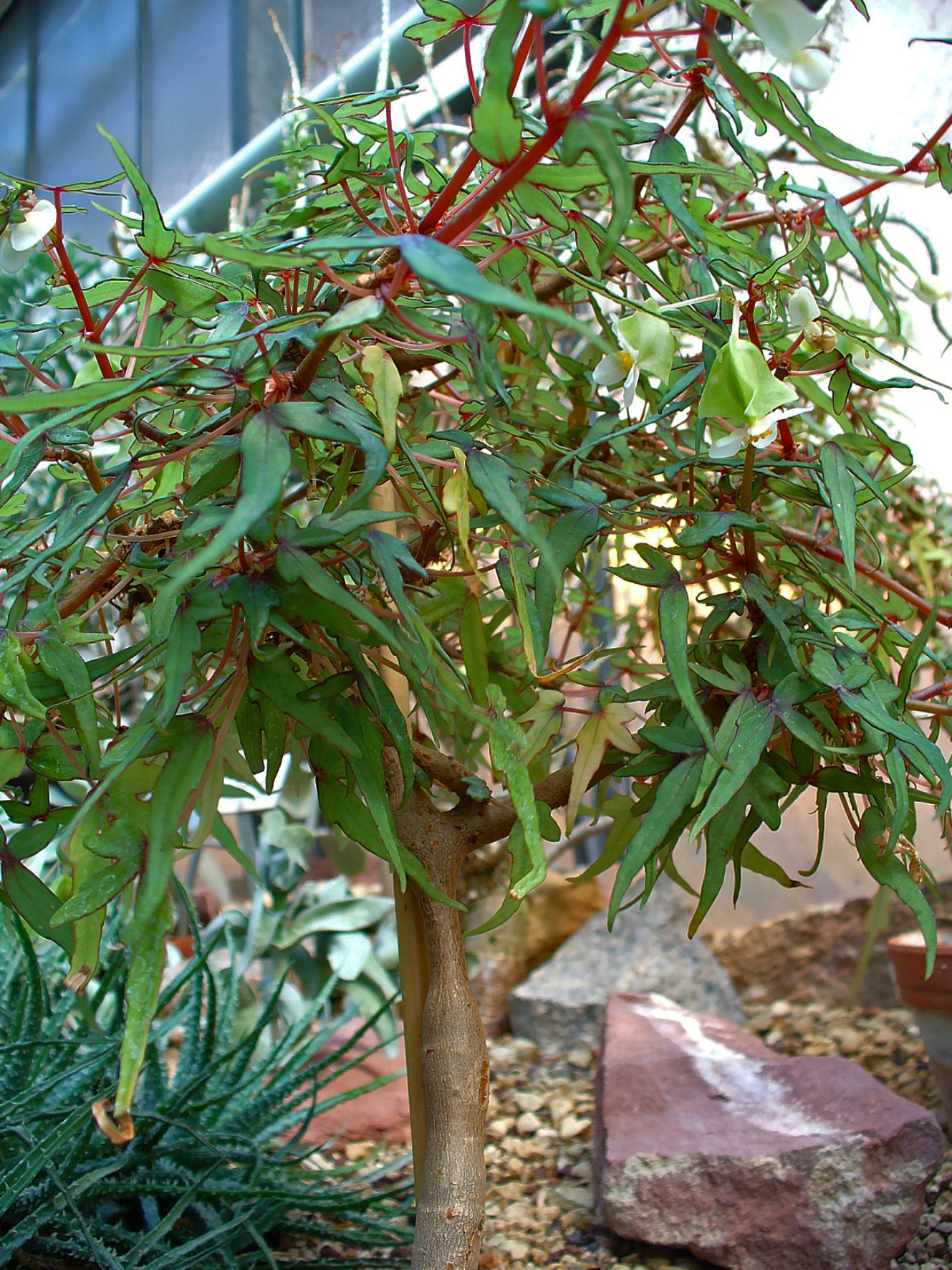
Begonia dregei, un semi-tubéreux dont la tige renflée forme un bonzaï naturel.

Ainsi on distingue dans le groupe des bégonias tubéreux :
- les tubéreux, avec un vrai tubercule, comme Begonia veitchii
- les semi-tubéreux, comme Begonia dregei
- les bulbeux, comme Begonia socotrana
- les hybrides horticoles à fleurs :
  - les bégonias d'hiver
    - les bégonias « hiemalis » (d'hiver) = « eliator » (élevés), Begonia ×hiemalis (= Begonia ×eliator)[14],[15].
    - les bégonias « cheimantha », Begonia ×cheimantha

  - les bégonias d'été
    - les bégonias tubéreux hybrides ou « tuberhybrida », Begonia ×tuberhybrida
    - les bégonias de Bolivie, hybrides de Begonia boliviensis

Ils sont le plus souvent utilisés comme plantes décoratives, mais certains ont des fleurs au goût citronné qui peuvent agrémenter les desserts et des feuilles consommées comme légume.
Quelques espèces botaniques de bégonias tubéreux : Begonia acerifolia, Begonia bogneri, Begonia boliviensis, Begonia grandis, Begonia gracilis, Begonia integrifolia, Begonia pearcei, Begonia samhaensis, Begonia sinuata, Begonia socotrana, Begonia sutherlandii, Begonia taliensis, Begonia veitchii, etc.

### Bégonias rhizomateux

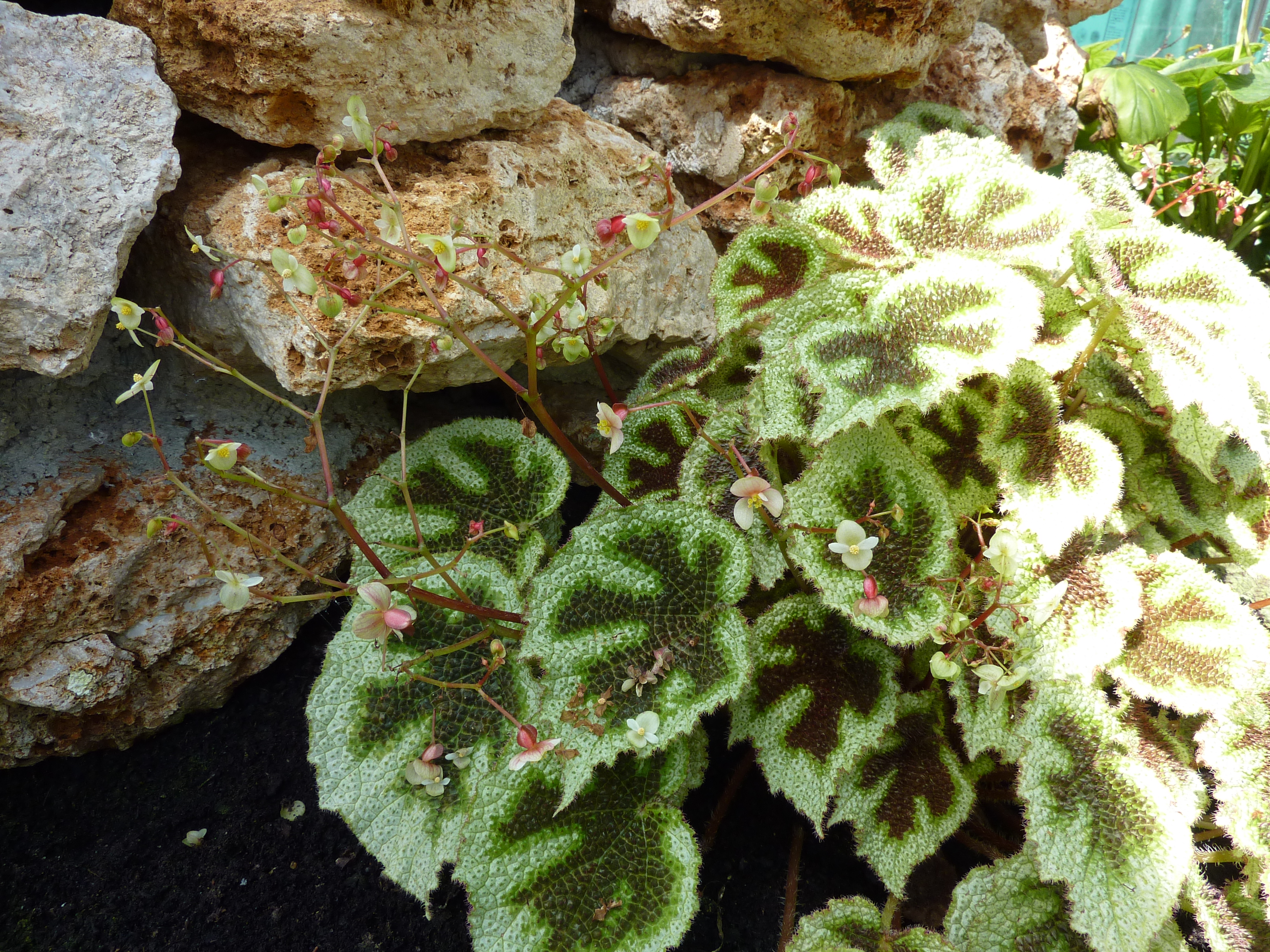
Un bégonia rhizomateux (B. masoniana)

Ils sont caractérisés par un réseau racinaire qui forme des rhizomes, sortes de tiges souterraines d'où émergent les feuilles. Le port général des plantes de ce groupe est donc plutôt compact et bas. Les réserves contenues dans les rhizomes leur permettent de supporter ponctuellement des déficits pluviométriques ou des baisses de température. De plus, ils recherchent les situations ombragées et résistent bien aux attaques d'insectes ou aux maladies.
Les dimensions sont extrêmement variables d'une espèce à l'autre. Certaines sont des miniatures tandis que d'autres étendent leurs rhizomes sur de vastes surfaces ou développent de larges feuilles. Le feuillage peut présenter des formes et découpes très diverses, du cercle à l'étoile, arborant des coloris, une pilosité, des motifs ou des textures variables à l'infini.

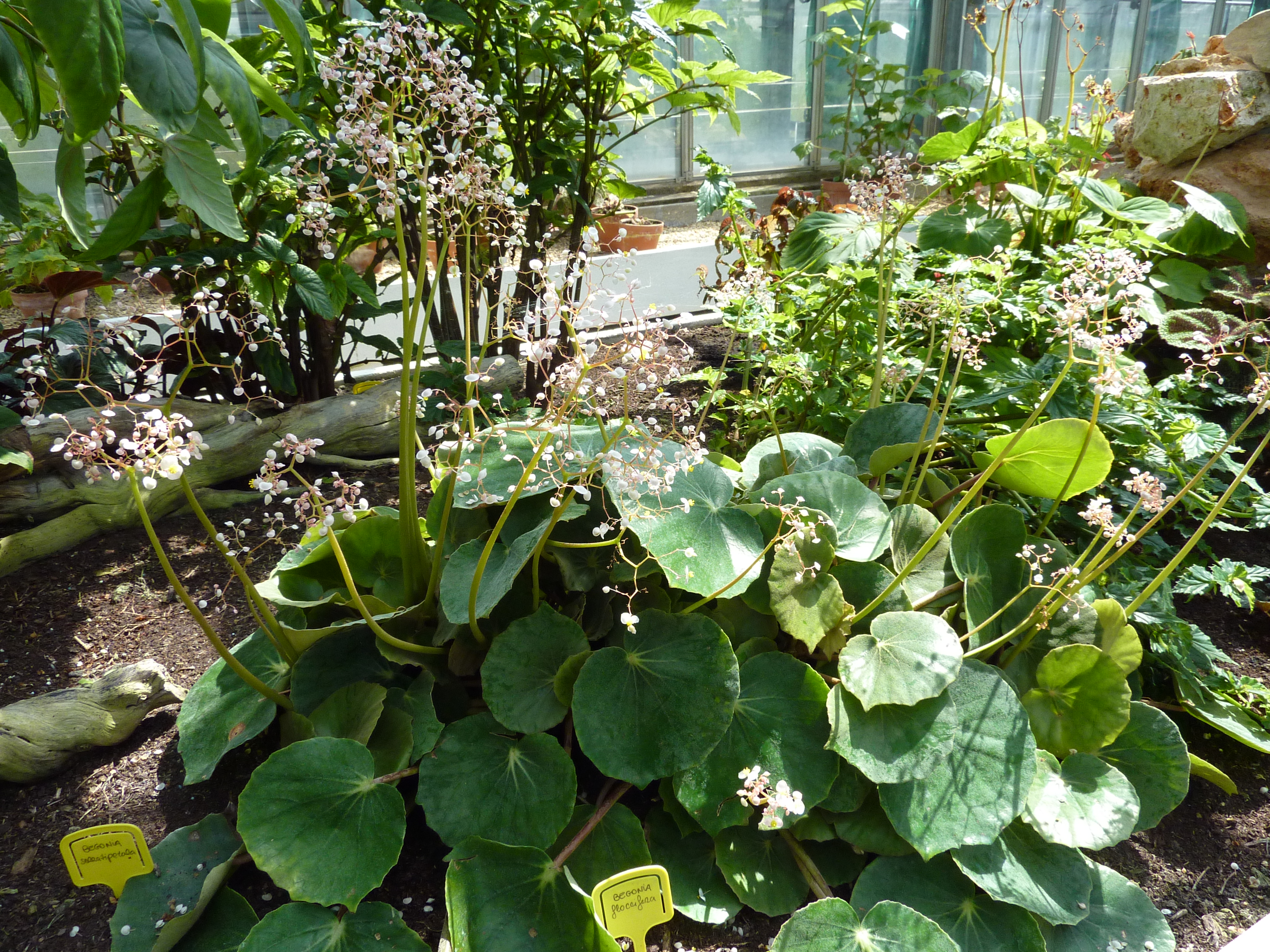
Floraison d'un bégonia rhizomateux (Begonia floccifera)

La plupart de ces bégonias fleurissent au printemps, parfois même à profusion en formant des bouquets floraux qui émergent du feuillage sur de hautes tiges, tandis que d'autres produisent des fleurs toute l'année. Ils se reproduisent également par boutures de feuilles ou propagation de rhizomes.
Les horticulteurs ont encore multiplié le nombre des variétés rhizomateuses en créant une quantité de cultivars et hybrides. Ce sont pourtant souvent des plantes difficiles à conserver car sensibles aux brusques changements environnementaux. Les bégonias à feuillage ornemental n'apprécient généralement pas une forte lumière et requièrent un taux d'humidité ambiante élevé, tout en redoutant les excès d'eau au niveau des racines. La culture en terrarium leur convient souvent, même si d'autres résistent bien dehors dans les régions aux hivers doux, avec une humidité moyenne. Ces exigences sont toutefois compensées par une floraison ou un feuillage parfois spectaculaires.
Quelques exemples de bégonias rhizomateux : Begonia acetosa, Begonia barkeri, Begonia bowerae, Begonia chitoensis, Begonia floccifera, Begonia formosana, Begonia gehrtii, Begonia goegoensis, Begonia hatacoa, Begonia heracleifolia, Begonia herbacea, Begonia hydrocotylifolia, Begonia imperialis, Begonia leprosa, Begonia manicata, Begonia masoniana, Begonia microsperma, Begonia nelumbiifolia, Begonia popenoei, Begonia prismatocarpa, Begonia rajah, Begonia tayabensis, Begonia velloziana, etc.

### Bégonias Rex-cultorum

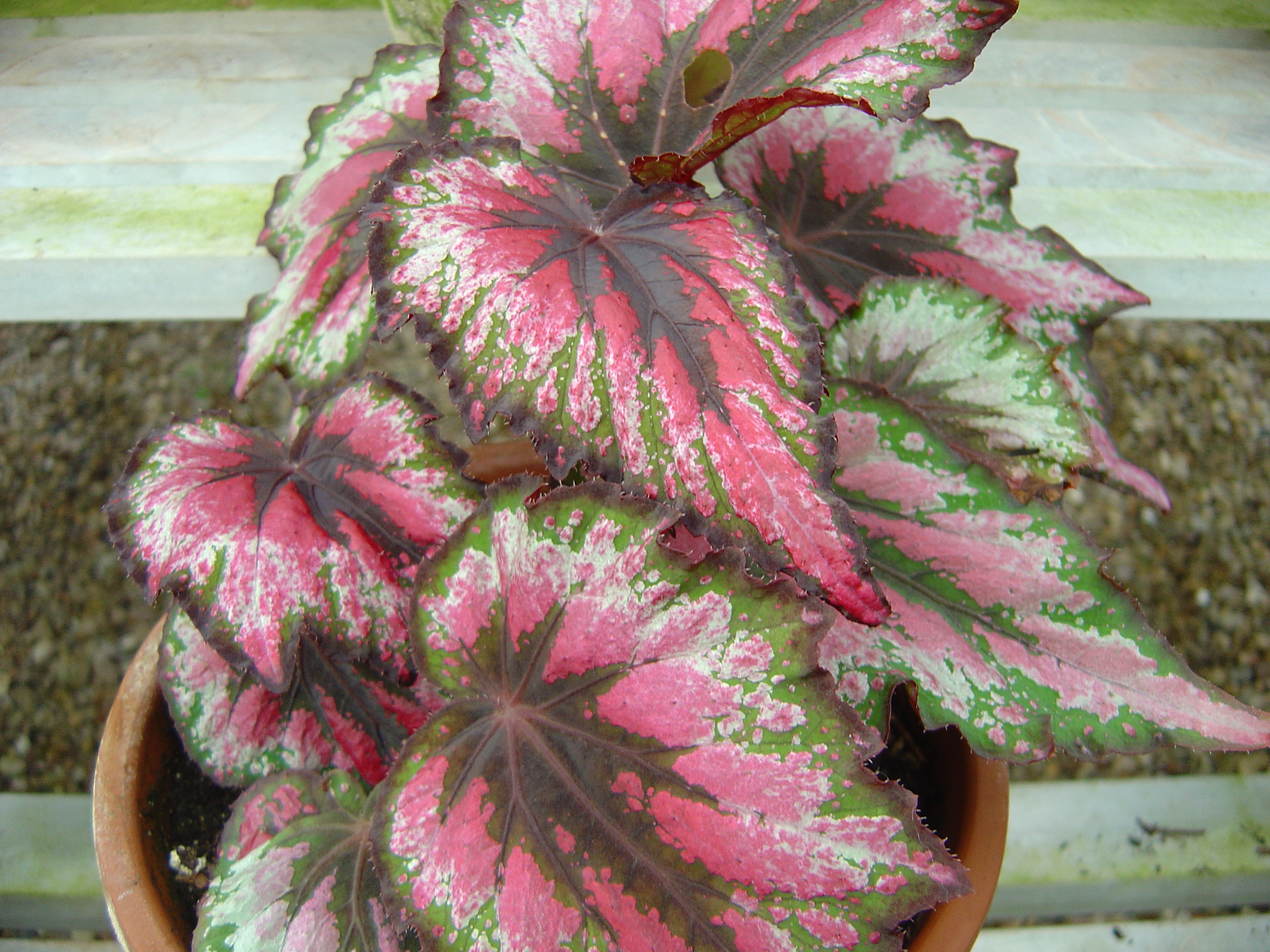
Begonia rex 'Zurich'

Les bégonias « rex », « roi » en latin, sont des bégonias rhizomateux dont les larges feuilles sont colorées et pubescentes, c'est-à-dire couvertes de poils fins et mous. À l'origine de ce groupe, il y a une espèce indienne découverte en Assam, Begonia rex de la section Platycentrum, dont le feuillage vert foncé est marqué de bandes gris-argent. Cultivée avec succès à partir des années 1850, cette espèce a été progressivement croisée avec d'autres bégonias rhizomateux. Cet ensemble d'hybrides et de cultivars a en effet des exigences particulières et forme un groupe un peu à part : Begonia ×rex-cultorum,,.
Assez discrète, la floraison des bégonias rex retient moins l'attention que leur feuillage très décoratif, qui présente des variantes de texture et de couleur combinées à l'infini par les horticulteurs. C'est d'ailleurs la principale raison de leur popularité auprès des collectionneurs depuis les premiers succès tels que B. 'Abel Carriere' (1878) and B. 'Louise Closson' (1889),.
Leur culture est plus délicate que celle de la plupart des rhizomateux. Pour développer un large feuillage bien coloré, ils ont besoin d'une bonne luminosité, mais sans soleil direct, d'une bonne humidité ambiante, d'une température et d'une fertilisation plus importantes, dans un substrat bien drainé car ils sont sensibles aux moisissures et les arrosages doivent donc être espacés, puis réduits et même supprimés en hiver, quand la végétation est au repos. Le semis d'hybrides donne des plantules très variées. Ils se reproduisent également par boutures de feuilles ou propagation de rhizomes.

### Bégonias bambusiformes

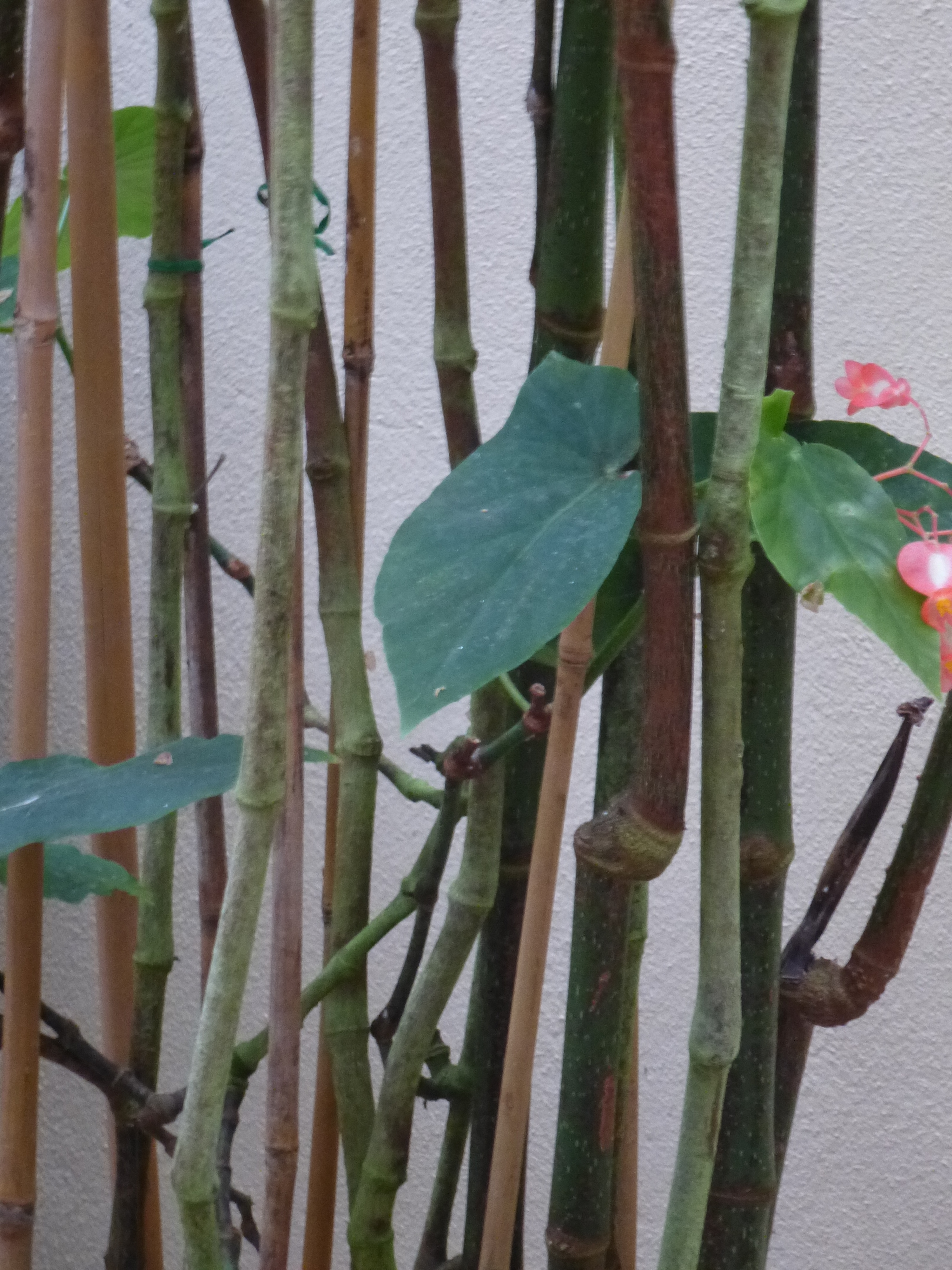
Tiges de B. maculata et tuteurs en bambou.

Comme l'indique leur nom, les tiges aux nœuds renflés des bégonias bambusiformes (ou bambousiformes) évoquent le chaume des bambous, de grandes graminées, bien que les bégonias en soient botaniquement très éloignés. Ces tiges se bouturent généralement très bien et sont le meilleur moyen de propagation de ces plantes,,.
De développement très variable, certaines espèces peuvent atteindre plus de 4,5 m de hauteur, avec des feuilles de plus de 35cm si le climat leur permet de rester dehors, mais elles supportent généralement bien la taille. Plusieurs possèdent un feuillage découpé, orné de pointillés argentés, ou même entièrement argenté, et une floraison abondantes en grappes tombantes, blanches ou plus vivement colorées de rose, orange ou rouge, qui se renouvellent durant une grande partie de l'année, et parfois sans discontinuer. Les fleurs femelles peuvent émettre un parfum qui se fait plus fort dans la matinée,,.
Par ailleurs, ce sont majoritairement des plantes moins délicates à cultiver que les bégonias tubéreux ou rhizomateux, à condition d'avoir de la lumière en abondance et de rester dans une zone tempérée. Ceci explique le grand nombre de cultivars. Deux horticulteurs notamment, Irene Nuss et Belva Kusler, sont à l'origine de nombreuses variétés populaires comme B. 'Irene Nuss' et B. 'Sophie Cecile',,.
Quelques exemples de bégonias à port de bambou : Begonia aconitifolia, Begonia albopicta, Begonia angularis, Begonia coccinea, Begonia maculata, etc.

### Bégonias arbustifs

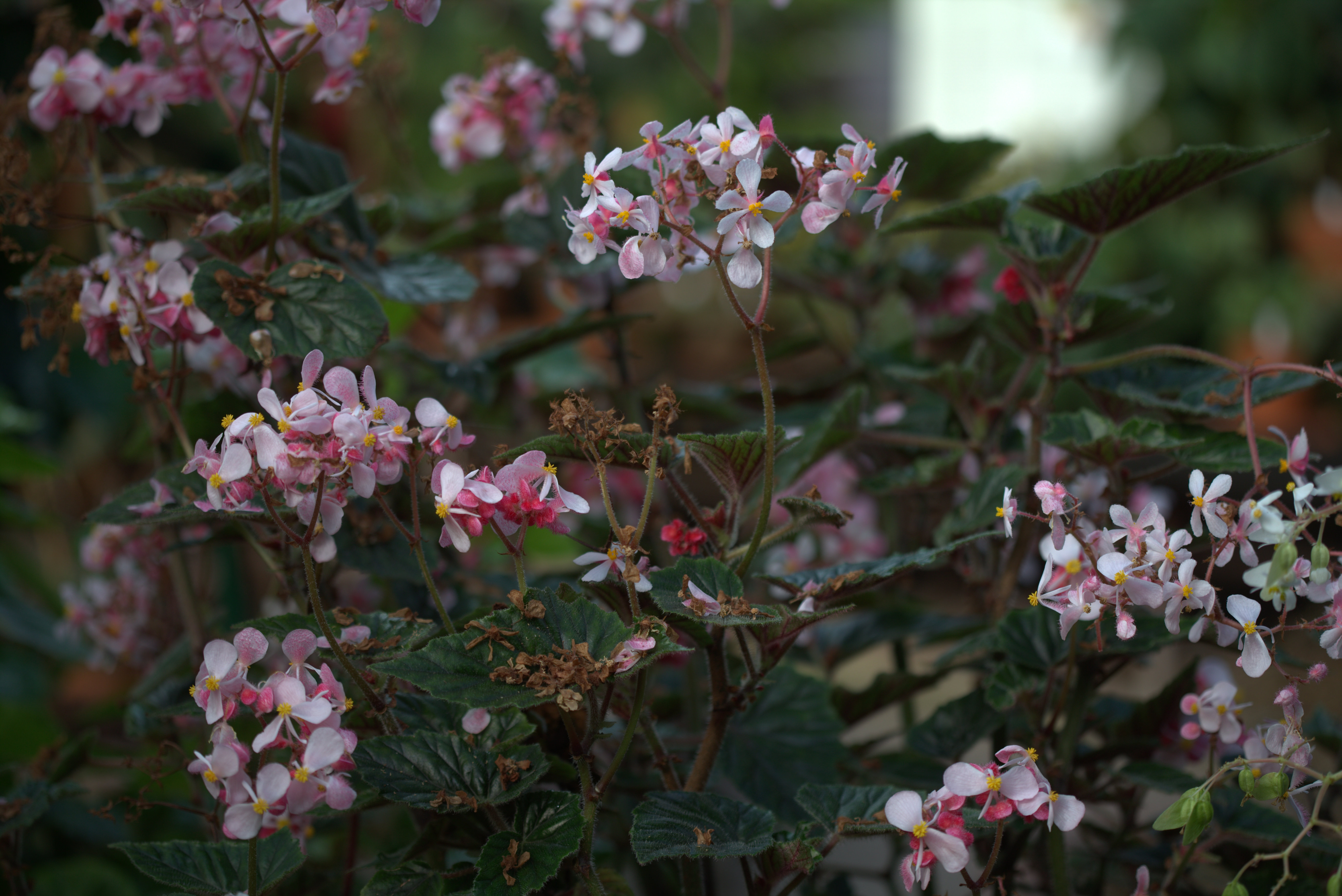
Un bégonia arbustif (B. incarnata)

Les bégonias arbustifs ou buissonnants, c'est-à-dire dont la tige évoque celle d'un arbuste, se différencient des bégonias bambous par leurs tiges ramifiées dès la base, moins ligneuses et rigides, sans ces nœuds renflés typiques du bambou. Au contraire, les tiges sont flexibles et dévient en zigzag à partir des nœuds.
Les nombreuses espèces de ce groupe ont un développement variable, allant d'une vingtaine de centimètres pour Begonia foliosa à près de 2 mètres cinquante de hauteur pour Begonia luxurians. Beaucoup ont un feuillage décoratif, parfois même velouté, de dimensions, couleurs et formes très variables, ronde ou découpée. Certaines espèces développent une floraison saisonnière remarquable à des périodes variables. Les plantes à petites feuilles ont des fleurs roses ou rouges et peuvent fleurir toute l'année et quelques espèces comme Begonia obscura ont des fleurs poilues. D'autres enfin présentent des particularités morphologiques étranges, comme les énations du Begonia hispida var. cucullifera.
Beaucoup sont originaires du nord de l'Amérique latine, notamment du Brésil, des Caraïbes et du Mexique, mais on en trouve aussi en Afrique, en Asie du Sud-Est et en Nouvelle-Guinée.
Ces plantes apprécient l'humidité et nécessitent généralement une bonne luminosité pour fleurir, surtout celles dont le feuillage n'est pas velu, mais sans excès. Les tiges étant souvent légèrement succulentes, elles n'ont besoin que d'un apport d'eau parcimonieux et supportent bien d'être taillées et bouturées,.
Ce sont des bégonias aux formes variées et faciles à cultiver, appréciés des amateurs.
Quelques espèces de bégonias au port arbustif : Begonia acida, Begonia chlorosticta, Begonia echinosepala, Begonia fernandoi-costae, Begonia foliosa, Begonia fuchsioides, Begonia hispida, Begonia incarnata, Begonia listada, Begonia obliqua, Begonia obscura, Begonia olsoniae, Begonia parviflora, Begonia peltata, Begonia scharffii, Begonia venosa, Begonia luxurians, etc.

### Bégonias à tiges épaisses

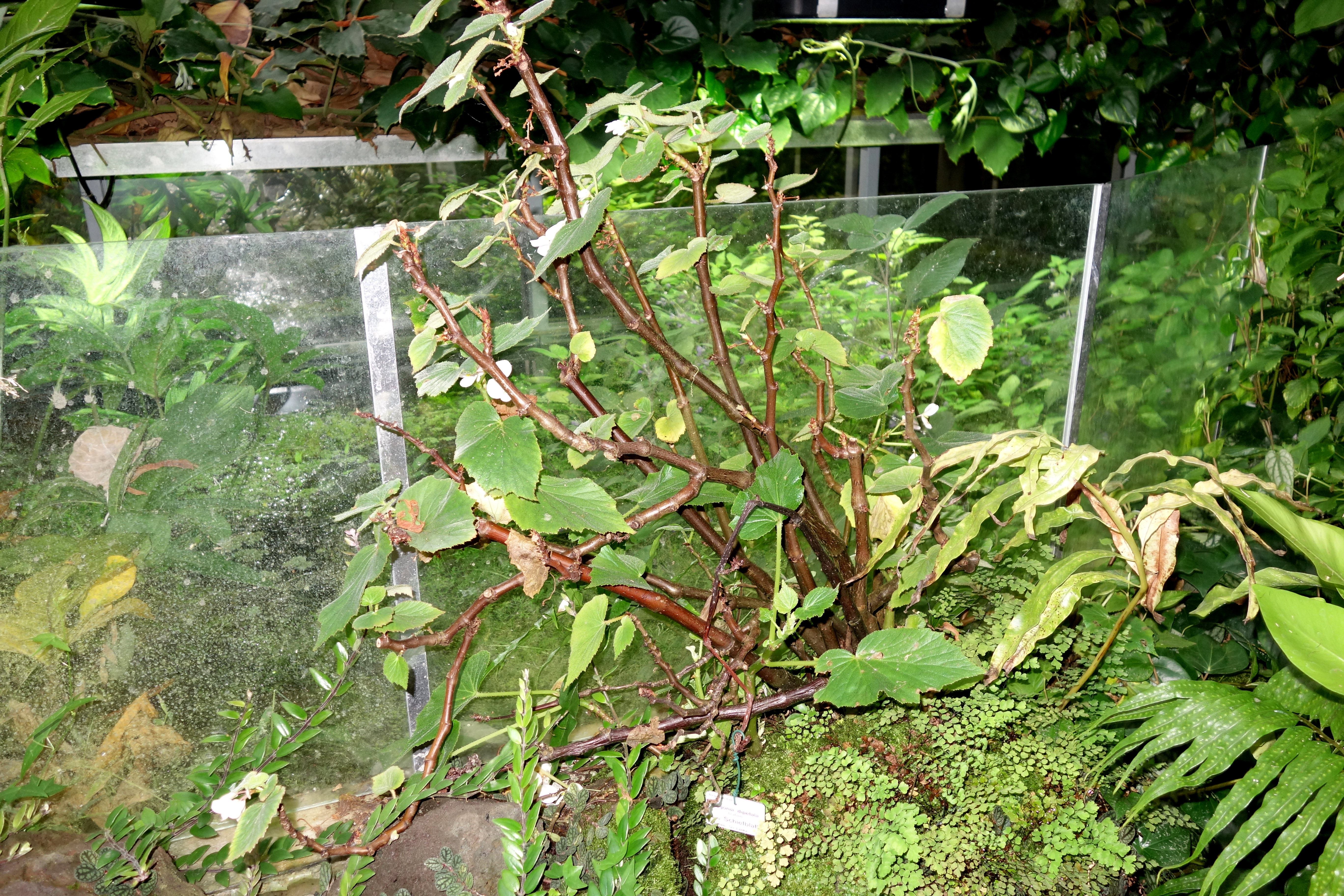
Un bégonia à tiges épaisses (B. dipetala)

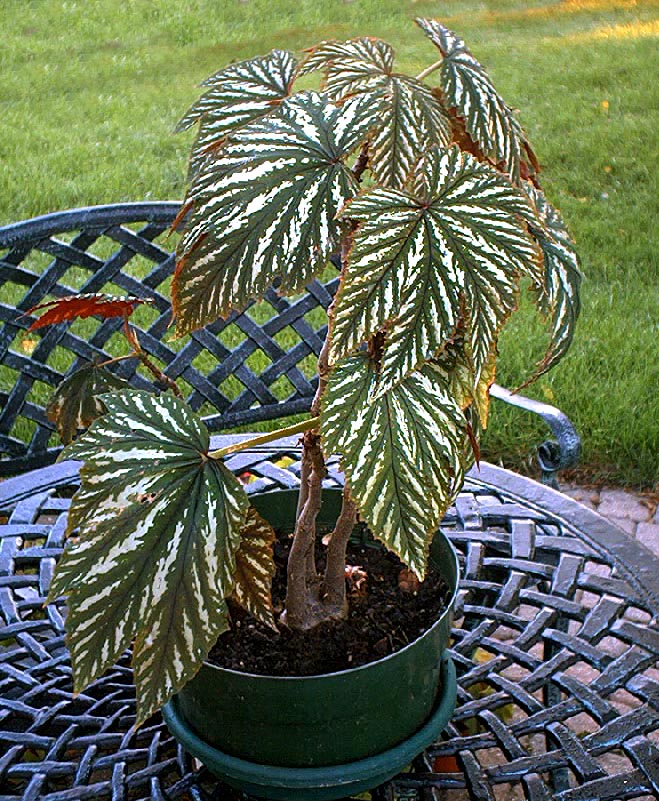
Tiges épaisses et feuillage ornemental (B. wollnyi)

Les bégonias à tiges épaisses, à tige forte ou à caudex, forment un groupe moins nombreux.
Ce sont des bégonias dont les tiges sont plus épaisses que celles des autres bégonias, sans être très ligneuses comme celles des arbustifs. La plupart ont un grand développement, y compris du système racinaire, et certaines espèces peuvent atteindre la hauteur d'une maison si elles bénéficient d'un bon ensoleillement, sans excès. En revanche elles se contentent en moyenne d'un taux d'humidité plus bas que d'autres groupes, entre 40 et 50%.
Leurs tiges épaisses se dénudent généralement dans le bas et se ramifient peu. Elles se renouvellement directement de la base et concentrent le feuillage au sommet des pousses. Ces bégonias fleurissent rarement, ou seulement par périodes, mais ils se propagent facilement par boutures de tiges.
Dans l'ensemble ils sont moins attractifs pour les horticulteurs, notamment en raison de l'espace nécessaire à leur développement et à leurs forts besoins en luminosité, mais il y a des espèces plus petites ou dont le feuillage peut être très original et présenter un réel intérêt décoratif.
Quelques espèces de bégonias à tiges épaisses : Begonia dichotoma, Begonia dipetala, Begonia egregia, Begonia friburgensis, Begonia involucrata, Begonia johnstonii, Begonia ludwigii, Begonia parilis, Begonia reniformis, Begonia rigida, Begonia ulmifolia, Begonia wollnyi, etc.

### Bégonias rampants et grimpants

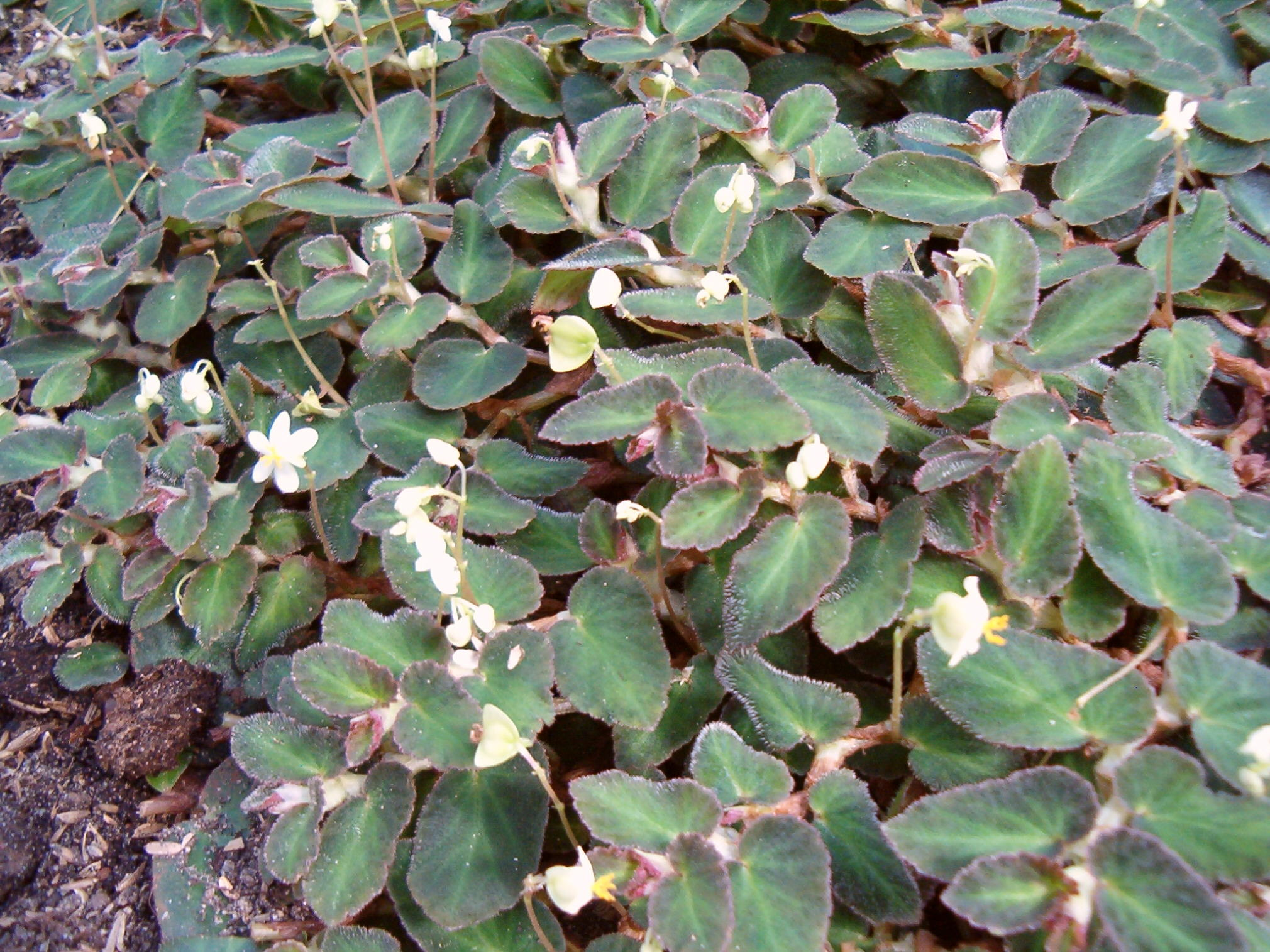
Un bégonia rampant (B. thelmae)

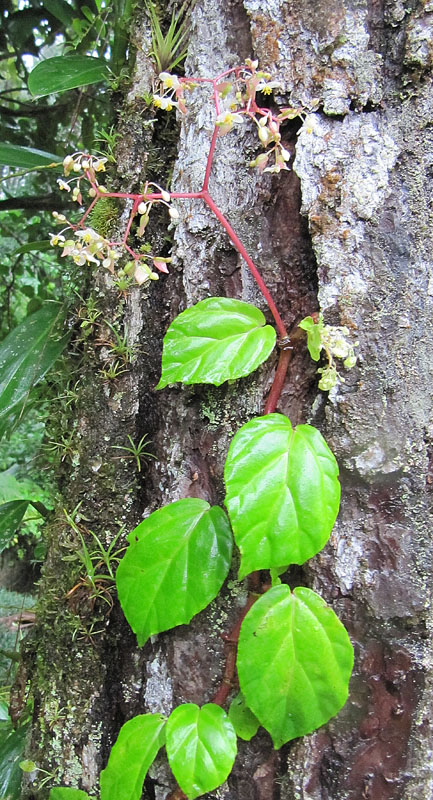
Un bégonia grimpant (B. glabra)

Les plantes de ce groupe ne sont pas très nombreuses, environ 35 espèces. C'est en 1775 que fut répertoriée en Guyane la première de la sorte, Begonia glabra,.
Les bégonias rampants et grimpants sont des plantes de type liane, qui poussent comme la vigne, le plus souvent avec de nombreuses ramifications, de petites feuilles et une floraison blanche ou rose, en grappe, dont la profusion et la saison sont variables. Ils grimpent parfois jusqu'à 2,50 m, s'appuyant sur les arbres ou s'accrochant à d'autres supports avec leurs racines, puis retombent en tiges souples aux longs entre-nœuds,,.
Ces plantes nécessitent une bonne luminosité, sans excès, pour fleurir et se développer, ainsi qu'une température de 15 à 22 °C avec 40 et 60% d'humidité. Un sol trop humide ne leur convient pas et elles préfèrent une terre acide dont le pH est compris entre 5 et 6,5. Elles supportent la taille et se reproduisent facilement par bouturage, mais aussi par semis,.
Exemples : Begonia acetosa, Begonia convolvulacea, Begonia fagifolia, Begonia glabra, Begonia mannii, Begonia oxyanthera, Begonia polygonoides, Begonia radicans, Begonia solananthera, Begonia thelmae, etc.

## Classification
Les bégonias forment le genre Begonia. Celui-ci a été décrit dès 1690 par le père Charles Plumier (1646-1704), puis incorporé en 1753 dans le système de classification classique initié par le naturaliste suédois Carl von Linné (1707-1778). L'espèce type du genre Begonia est Begonia obliqua L.
Les bégonias font partie de la famille des Begoniaceae. Dans la classification classique de Cronquist (1981) les  Bégoniacées font partie de l'ordre des Violales, tandis que dans la classification phylogénétique APG (1998) et les suivantes, ces plantes sont classées dans l'ordre des Cucurbitales.
Ce genre inclut Semibegoniella et Begoniella (deux genres non reconnus, notamment par Kew) de même que Symbegonia, devenu lui aussi obsolète.

### Synonymes
Synonymes du genre Begonia  L. , selon GRIN :
- Begoniella Oliv.
- Casparya Klotzsch
- Diploclinium Lindl.
- Gireoudia Klotzsch
- Gurltia Klotzsch
- Lepsia Klotzsch
- Mezierea Gaudich.
- Mitscherlichia Klotzsch
- Pritzelia Klotzsch
- Semibegoniella C. E. C. Fisch.
- Symbegonia Warb.
- Tittlebachia Klotzsch
- Trendelenburgia Klotzsch
- Wageneria Klotzsch

### Sections
Le genre Begonia est divisé en plus de 70 sections selon une étude de 2018. Ce rang taxonomique est utilisé pour organiser les genres les plus importants. En effet, au sein des Angiospermes, le genre Begonia figure dans les dix premiers en nombre d'espèces. Parmi les sections plus peuplées citons Platycentrum, Pritzelia, Diploclinium et surtout Petermannia. Trois sections concernent des épiphytes : les plantes brésiliennes de la section Trachelocarpus (C. Müller) A. DC., et les bégonias africains des sections Squamibegonia Warb. ou Tetraphila A. DC..

#### Liste de sections
Cette liste n'est peut-être pas exhaustive car de nouvelles espèces sont encore régulièrement découvertes ou synonymisées.
Voir aussi la Catégorie:Espèce de Begonia par section.
En février 2022, selon le Begonia Resource Centre du Jardin botanique royal d'Édimbourg il y a 71 sections : 
- Begonia sect. Alicida C.B. Clarke - lectotype : Begonia alicida C.B. Clarke[40],
- B. sect. Apterobegonia
- B. sect. Astrothrix
- B. sect. Augustia
- B. sect. Australes
- B. sect. Baccabegonia
- B. sect. Barya
- B. sect. Baryandra
- B. sect. Begonia
- B. sect. Bracteibegonia
- B. sect. Casparya
- B. sect. Chasmophila
- B. sect. Coelocentrum Irmsch. - lectotype : Begonia porteri H. Lév. & Vaniot[40],
- B. sect. Cristasemen
- B. sect. Cyathocnemis
- B. sect. Diploclinium (Lindl.) A. DC. - lectotype : Begonia grandis Dryand[40]. En 2013, une grande partie des espèces est transférée dans la section Baryandra[41].
- B. sect. Donaldia
- B. sect. Doratometra
- B. sect. Ephemera
- B. sect. Erminea
- B. sect. Eupetalum
- B. sect. Exalabegonia
- B. sect. Filicibegonia
- B. sect. Flocciferae
- B. sect. Gaerdtia
- B. sect. Gireoudia
- B. sect. Gobenia
- B. sect. Haagea
- B. sect. Heeringia
- B. sect. Hydristyles
- B. sect. Ignota
- B. sect. Jackia
- B. sect. Knesebeckia
- B. sect. Kollmannia
- B. sect. Latistigma
- B. sect. Lauchea
- B. sect. Lepsia
- B. sect. Loasibegonia
- B. sect. Mezierea
- B. sect. Microtuberosa
- B. sect. Monophyllon
- B. sect. Muscibegonia
- B. sect. Nerviplacentaria
- B. sect. Oligandrae
- B. sect. Parietoplacentalia
- B. sect. Parvibegonia A. DC. - lectotype : Begonia martabanica A. DC.[40],
- B. sect. Peltaugustia
- B. sect. Pereira
- B. sect. Petermannia (Klotzsch) A. DC. - lectotype : Begonia cumingiana (Klotzsch) A. DC.[40],
- B. sect. Pilderia
- B. sect. Platycentrum (Klotzsch) A. DC. - lectotype : Begonia xanthina Hook[40].
- B. sect. Pritzelia
- B. sect. Putzeysia
- B. sect. Quadrilobaria
- B. sect. Quadriperigonia
- B. sect. Reichenheimia (Klotzsch) A. DC. - lectotype : Begonia tenera Dryand[40].
- B. sect. Ridleyella
- B. sect. Rossmannia
- B. sect. Rostrobegonia
- B. sect. Ruizopavonia
- B. sect. Scutobegonia
- B. sect. Sexalaria
- B. sect. Solananthera
- B. sect. Squamibegonia
- B. sect. Stellandrae
- B. sect. Symbegonia
- B. sect. Tetrachia
- B. sect. Tetraphila
- B. sect. Trachelocarpus
- B. sect. Urniformia
- B. sect. Wageneria
- B. sect. Warburgina

Les sections suivantes, entre autres, ont été synonymisées au XXIe siècle :
- B. sect. Leprosae : sect. Coelocentrum[42]
- B. sect. Monopteron : sect. Platycentrum[42]
- B. sect. Scheidweileria : sect. Pritzelia[42]
- B. sect. Semibegoniella : sect. Casparya[43]
- B. sect. Sphenanthera : sect. Platycentrum, dans le « Sphenanthera group »[42]
- B. sect. Trendelenburgia : sect. Pritzelia[42]
- B. sect. Weilbachia : sect. Gireoudia[42]

#### Relations phylogénétiques entre sections
D'après les travaux de Peter W. Moonlight et al. en 2018.
- - Hillebrandia
  - Begonia
    - Yellow‑Flowering African Begonia (YFAB)
      - Section Scutobegonia
      - 
        - Section Filicibegonia
        - Section Loasibegonia

    - 
      - 
        - Section Erminea
        - 
          - Fleshy‑Fruited African Begonia (FFAB)
            - Section Quadrilobaria pro parte
            - 
              - Section Mezierea
              - Nerviplacentaria–Quadrilobaria Clade

          - Malagasy Begonia (MB)
            - 
              - Section Tetraphila pro parte
              - 
                - Section Tetraphila pro parte
                - 
                  - Section Baccabegonia
                  - Section Squamibegonia

            - Section Tetraphila pro parte

      - 
        - 
          - Seasonally Dry Adapted African Begonia 1 (SDAAB 1)
            - Section Sexalaria
            - Section Rostrobegonia

          - Neotropical Clade 1
            - 
              - Section Gaerdtia
              - Section Latistigma

            - 
              - Section Tetrachia
              - 
                - 
                  - 
                    - Section Kollmannia
                    - Begonia acetosa Clade

                  - 
                    - Section Donaldia
                    - 
                      - Section Stellandrae
                      - Wagneria Clade

                - Core Pritzelia Clade

        - 
          - Asian Begonia
            - 
              - 
                - Socotran Begonia (SB)
                  - Section Peltaugustia

                - 
                  - Section Reichenheimia pro parte
                  - Section Haagea

              - 
                - 
                  - Begonia dioica
                  - Section Reichenheimia pro parte

                - Asian Clade C
                  - Section Lauchea
                  - 
                    - Section Parvibegonia + Begonia smithiae
                    - 
                      - Section Diploclinium pro parte
                      - 
                        - 
                          - Section Alicida
                          - Section Diploclinium pro parte

                        - 
                          - Begonia boisiana
                          - 
                            - Section Diploclinium pro parte
                            - 
                              - Section Diploclinium pro parte
                              - 
                                - Section Diploclinium pro parte
                                - 
                                  - Section Diploclinium pro parte
                                  - Section Platycentrum

            - Asian Clade D
              - Section Coelocentrum
              - 
                - Begonia peltatifolia
                - 
                  - Begonia amphioxus Clade
                  - 
                    - Section Ridleyella
                    - 
                      - Section Baryandra
                      - 
                        - Section Begonia olivacea
                        - 
                          - 
                            - Section Jackia
                            - Section Bracteibegonia

                          - Ptermannia–Symbegonia Clade

          - 
            - Seasonally Dry Adapted African Begonia 2 (SDAAB 2)
              - Section Augustia

            - Neotropical Clade 2
              - Neotropical Clade 2‑iii
                - 
                  - Begonia bifurcata
                  - 
                    - Section Eupetalum pro parte
                    - 
                      - Section Eupetalum pro parte
                      - 
                        - Section Eupetalum pro parte
                        - 
                          - Begonia cremnophila Clade
                          - Section Knesebeckia I + Section Barya

                - 
                  - Section Australes
                  - 
                    - Section Knesebeckia III pro parte
                    - 
                      - Begonia froebelii
                      - 
                        - Section Knesebeckia III pro parte
                        - 
                          - Begonia lutea
                          - 
                            - Section Knesebeckia II
                            - Section Gobenia

              - 
                - Neotropical Clade 2‑i
                  - Section Quadriperigonia
                  - 
                    - 
                      - Section Parietoplacentalia
                      - Section Urniformia

                    - Section Gireoudia

                - Neotropical Clade 2‑ii
                  - 
                    - 
                      - Section Astrothrix
                      - Section Solananthera

                    - 
                      - Section Microtuberosa
                      - 
                        - Section Pereira
                        - Section Trachelocarpus

                  - 
                    - 
                      - Section Rossmannia
                      - Section Pilderia

                    - 
                      - Section Ephemera
                      - 
                        - 
                          - Section Ruizopavonia
                          - Casparya–Semibegoniella Clade

                        - 
                          - Section Lepsia
                          - 
                            - Section Doratometra
                            - 
                              - Section Begonia
                              - 
                                - Begonia acutifolia Clade
                                - 
                                  - Section Hydristyles
                                  - Section Cyathcnemis

### Espèces
En mars 2021, 2000 espèces exactement étaient répertoriées, en l'espace de 268 ans, dont la moitié environ en Asie. Principalement en Asie du Sud-Est, en Amérique centrale et en Amérique du Sud, mais aussi en Afrique inter tropicale et à Madagascar.
D'une part les bégonias s'hybrident naturellement avec facilité, d'autre part ils sont cultivés et croisés depuis plusieurs siècles en Europe, par conséquent il est difficile de les identifier les uns des autres uniquement sur des critères morphologiques. Il faut s'appuyer également sur la période de floraison, la distribution géographique, mais aussi sur les analyses d'ADN, le comportement des chromosomes à la méiose, la colorabilité du pollen ou encore l'hybridation expérimentale. Les recherches ont démontré par exemple que Begonia buimontana, une espèce considérée comme endémique des reliefs à Taïwan, est en fait un hybride naturel de B. palmata et B. taiwaniana.
Parfois ce sont les variations chromosomiques qui sont bien plus significatives que les caractéristiques des fleurs ou des fruits, conduisant à distinguer des espèces très similaires à l'œil nu. Ainsi, le nombre d'espèces décrites n'est pas fini, alors même que de nombreux bégonias sont en danger de disparition dans leur habitat naturel.

## Horticulture

### Histoire

#### Aires d'origine
Vers 1400, il est déjà fait mention de cultures à usage médicinal de Begonia grandis en Chine, son pays d'origine, puis au Japon à partir de 1641, notamment pour ses propriétés astringentes.

#### Aires d'importation

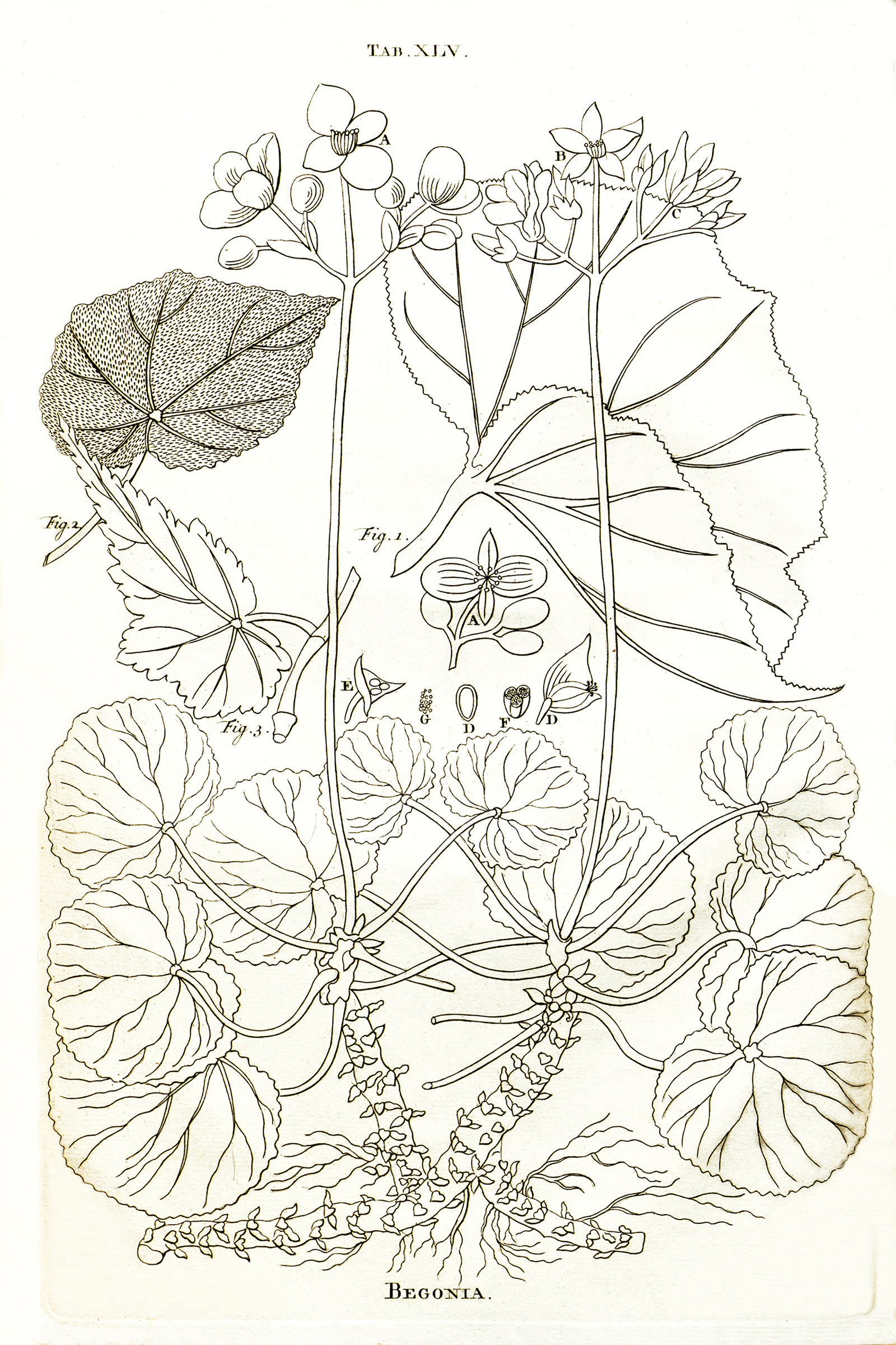
Le bégonia, dans Plantarum americanarum de Charles Plumier

Quelques bégonias ont été découverts dès le milieu du XVIIe siècle par des voyageurs botanistes, notamment au Mexique et à la Jamaïque, donc bien avant que Charles Plumier ne les décrive et ne leur donne un nom en 1690, et qu'ils soient intégrés en 1753 par Carl von Linné dans sa classification classique. Il faut cependant attendre la fin du XVIIIe siècle pour que des pieds sauvages soient importés par les horticulteurs occidentaux, puis le milieu du XIXe siècle pour l'obtention des premières variétés horticoles commercialisées, plantes de bordures ou d'appartement, avec une préférence significative pour celles dont les fleurs forment de gros pompons de couleur blanche, rouge ou jaune, mis en valeur par un feuillage large et sombre.
En 1777, les premiers bégonias - au XVIIIe siècle on disait une bégone - sont introduits dans les jardins botaniques d'Europe, à Paris, à Berlin et à Kew, près de Londres. Le premier étant Begonia minor, suivi de peu par Begonia octopetala, Begonia acuminata, Begonia obliqua, etc..
En 1820, introduction du Begonia semperflorens (synonyme de Begonia cucullata Willd.) dans les jardins.
Vers 1830, l'invention de la caisse de Ward, une sorte de mini serre, permet aux plants des climats tropicaux de mieux supporter les longs transports maritimes. Dès lors les importations vers l'Europe s'accélèrent. Là on les acclimate à la culture avant de les expédier, à leur tour, dès que possible, aux pépiniéristes d'Amérique du Nord :  
En 1856 le Begonia rex est rapporté d'Assam. Ses hybrides à grandes feuilles décoratives font rapidement fureur auprès de collectionneurs. Ils vont former progressivement le groupe des Begonia ×rex-cultorum.
À partir de 1864, ce sont plusieurs espèces de bégonias tubéreux des Andes, très recherchés pour leurs grandes fleurs, qui sont importées, hybridées et sélectionnées pour former à la longue le groupe des Begonia ×tuberhybrida-cultorum. C'est aux recherches inlassables de Richard Pearce que nous devons l'importation de Begonia boliviensis, Begonia veitchii et Begonia pearcei, nommé ainsi en hommage à cet aventurier qui mourut d'une fièvre tropicale en Amérique de Sud au service des pépinières Veitch & Sons et William Bull.
En 1879, c'est le Begonia schmidtiana qui est rapporté, considéré par la suite comme synonyme de Begonia subvillosa. Il est hybridé avec B. semperflorens, pour former le groupe des bégonias à massifs annuels, Begonia ×semperflorens-cultorum.

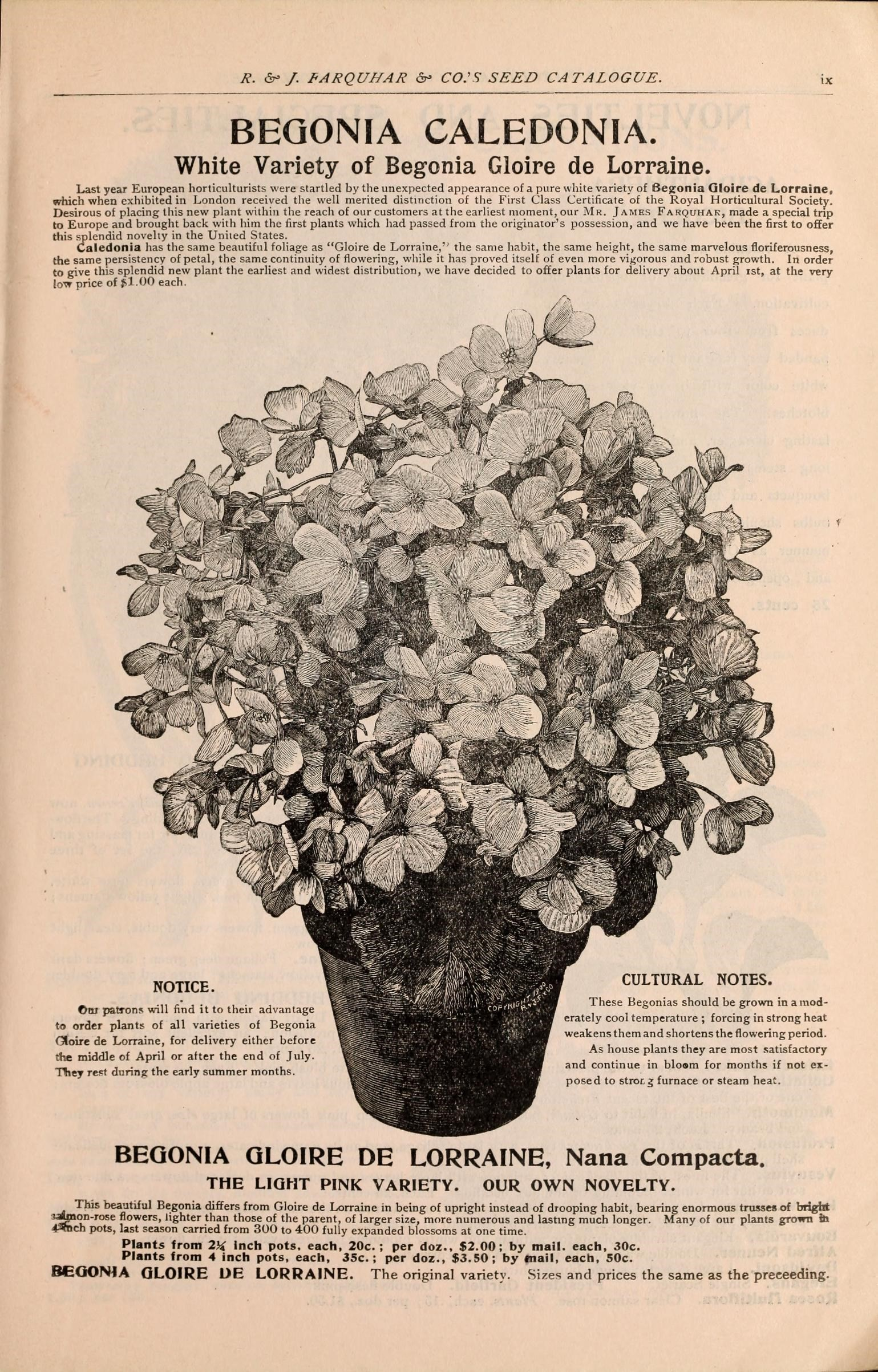
Catalogue américain de 1901 proposant une variété blanche importée d'Europe du bégonia 'Gloire de Lorraine', un célèbre hybride à floraison hivernale, créé en 1891 par Victor Lemoine à Nancy.

En 1880, le Begonia socotrana est découvert au Yémen et rapporté en Angleterre. Cette espèce bulbeuse est l'espèce souche des bégonias à floraison hivernale de fleuristes. Croisé avec Begonia dregei, il est à l'origine de la lignée des Begonia ×cheimantha, dont deux variétés connaîtront un important succès : 'Gloire de Lorraine', créée en 1891 par Victor Lemoine (1823-1911), et 'Gloire de Sceaux'. Croisé avec les tuberhybrida des Andes, il est à l'origine de la lignée des Begonia ×hiemalis, initiée par les pépinières Veitch à partir de 1885.
Au XIXe siècle, Nancy, est un grand centre du bégonia. Comme Victor Lemoine, François Félix Crousse (1840-1925) y est horticulteur de 1863 à 1904. C'est à l'époque le spécialiste mondial du bégonia. Il créa plusieurs centaines de variétés, surtout des tubéreux, dans ses serres situées à l'emplacement de l'actuelle rue des Bégonias.
En 1902 la collection complète de bégonias à fleurs doubles de Crousse est rachetée par l'horticulteur francilien Arthur Billard (1862-1932), spécialiste en matière de sélections, qui développe alors au Vésinet une exploitation horticole importante. Ce dernier crée de nouvelles variétés lauréates des plus prestigieux concours, notamment le grand prix à l'exposition universelle de 1900.
À partir des années 1920, à cause de la Première Guerre mondiale, le marché s'inverse et les nouvelles espèces vont directement enrichir les pépinières d'Amérique du Nord qui les exportent ensuite en Europe.
En 1932 est fondée l'American Begonia Society (en) qui met en place les échanges de graines, plus faciles à expédier que des plants déjà cultivés.
2016 est l'« année du bégonia » : il fait partie des quatre plantes désignées chaque année par le National Garden Bureau (NGB), une organisation à but non lucratif américaine qui fait la promotion des plantes cultivées.

### Maintenance et multiplication
Si la plupart des bégonias apprécient une atmosphère chaude et humide, nombreux sont ceux qui prospèrent même à l'extérieur dans des zones plus fraîches, à condition d'être mis à l'abri en cas de froid excessif. Dans ces zones, il est même possible d'avoir des bégonias en fleur tout au long de l'année quand on dispose d'une véranda ou d'une serre chauffée.
Bien que souvent un peu délicates à acclimater au départ, la popularité de ces plantes s'explique aussi par la facilité avec laquelle elles se multiplient. La propagation est faite soit par semis de graines, soit par séparation de bulbilles ou de bulbes et division des tubercules ou des rhizomes, mais aussi, et surtout, par bouturage de tiges ou même de simples morceaux de feuilles plaquées au sol, qui s'enracinent à la faveur de l'humidité ambiante avant de donner naissance à de jeunes pousses chez de nombreuses espèces tropicales.

Bégonias courants
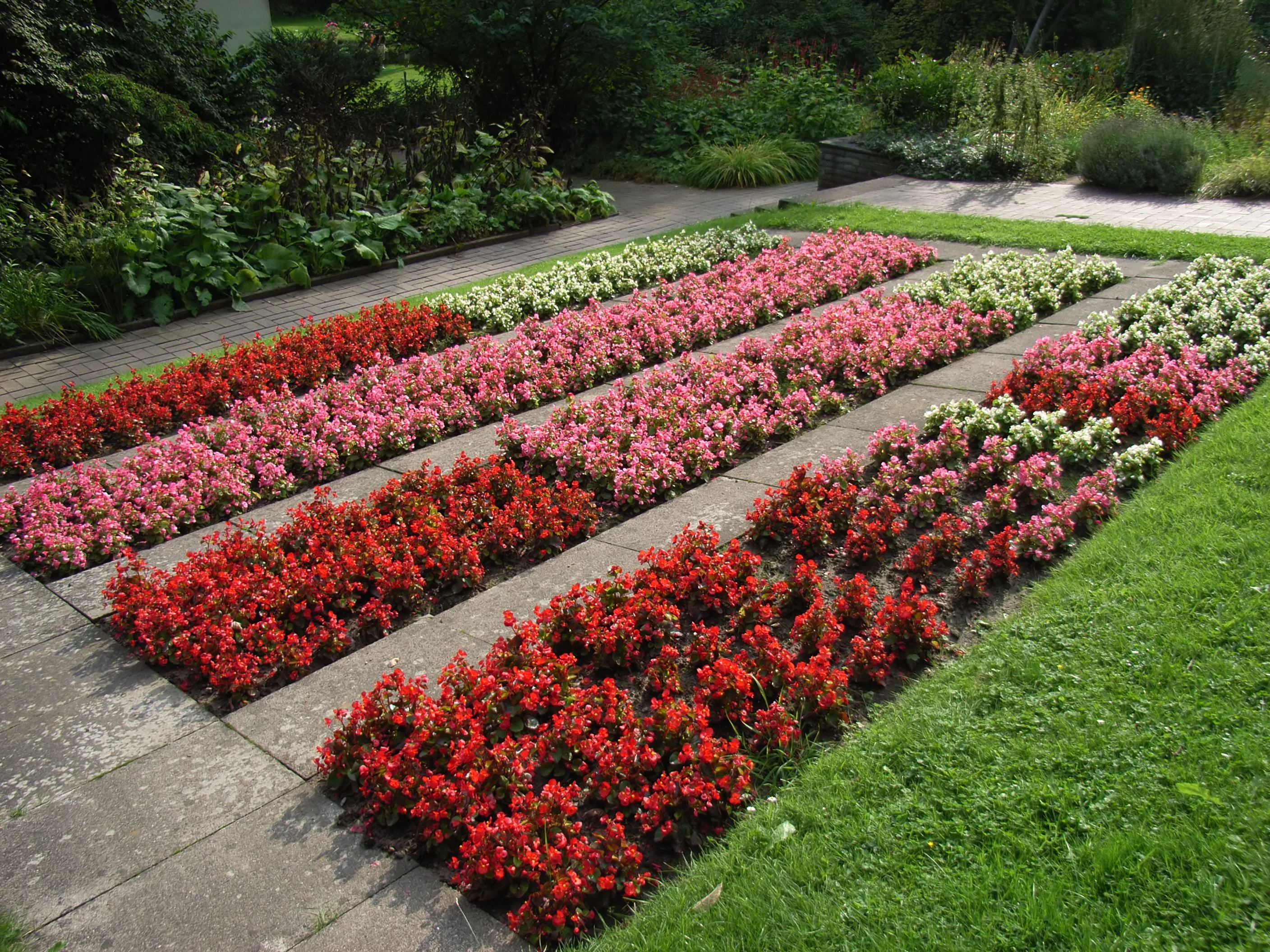
Bégonias « annuels » (Begonia ×semperflorens-cultorum)
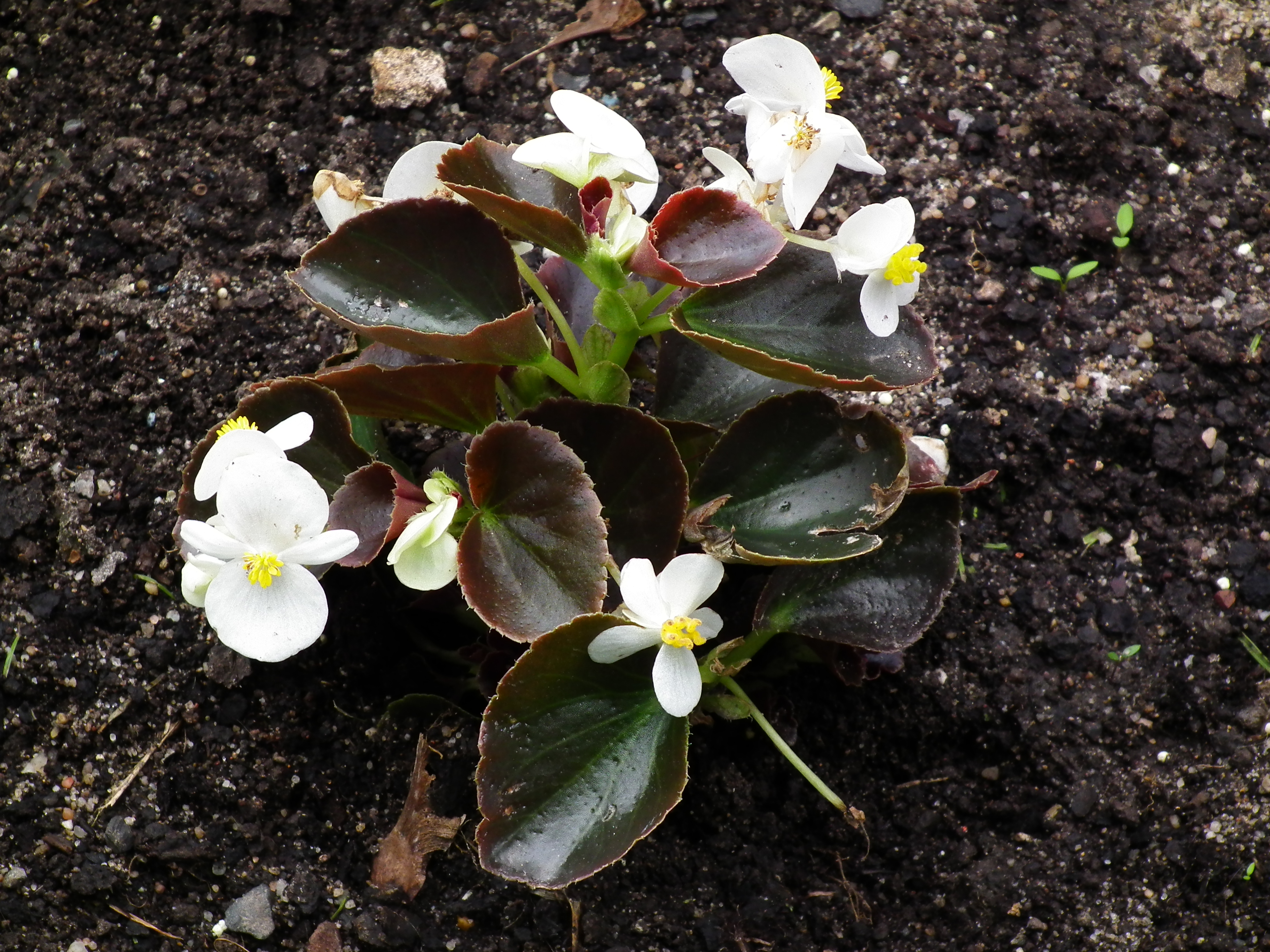
Détail d'un bégonia « annuel »
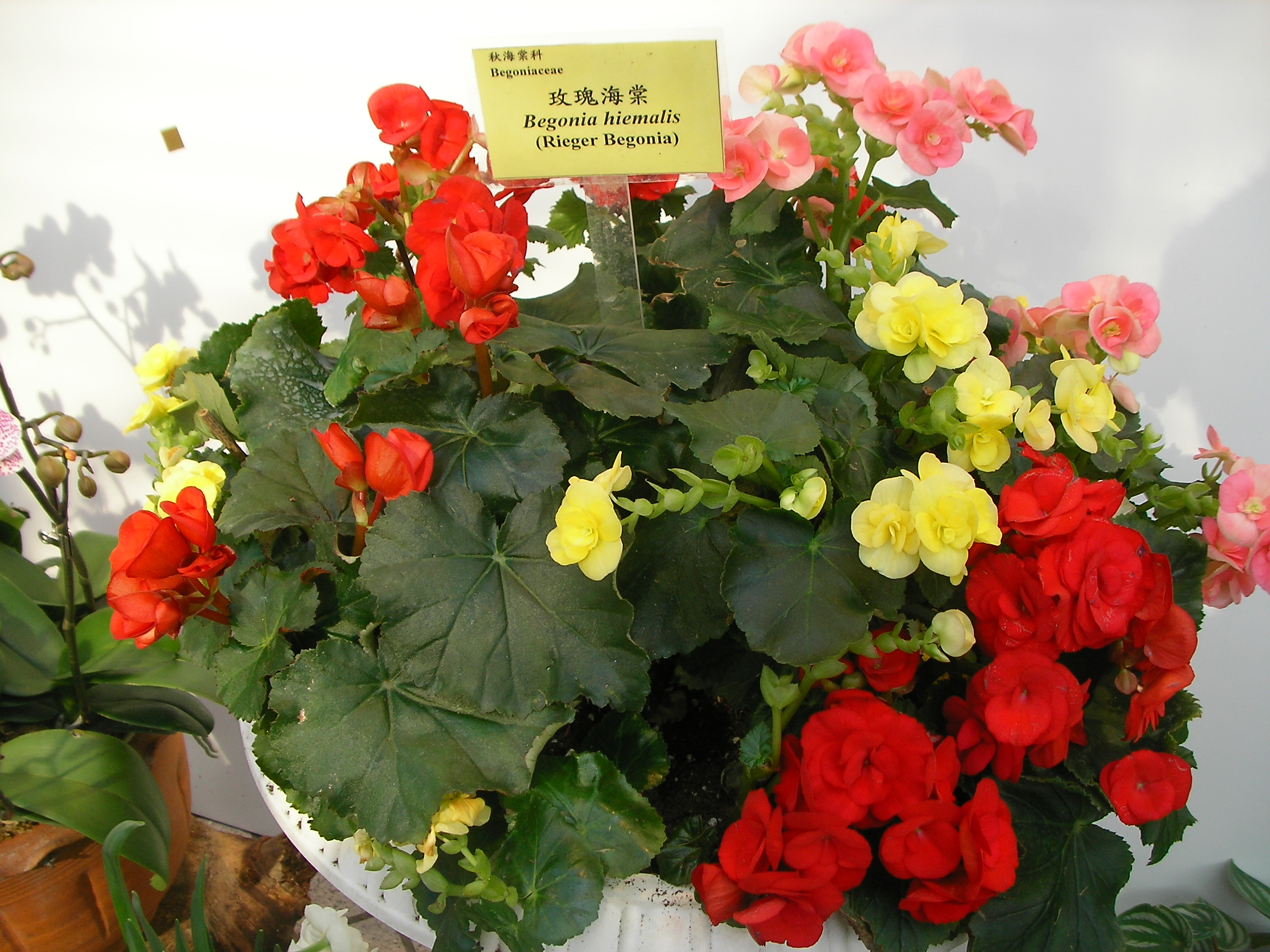
Bégonias « à fleurs » (Begonia ×hiemalis)
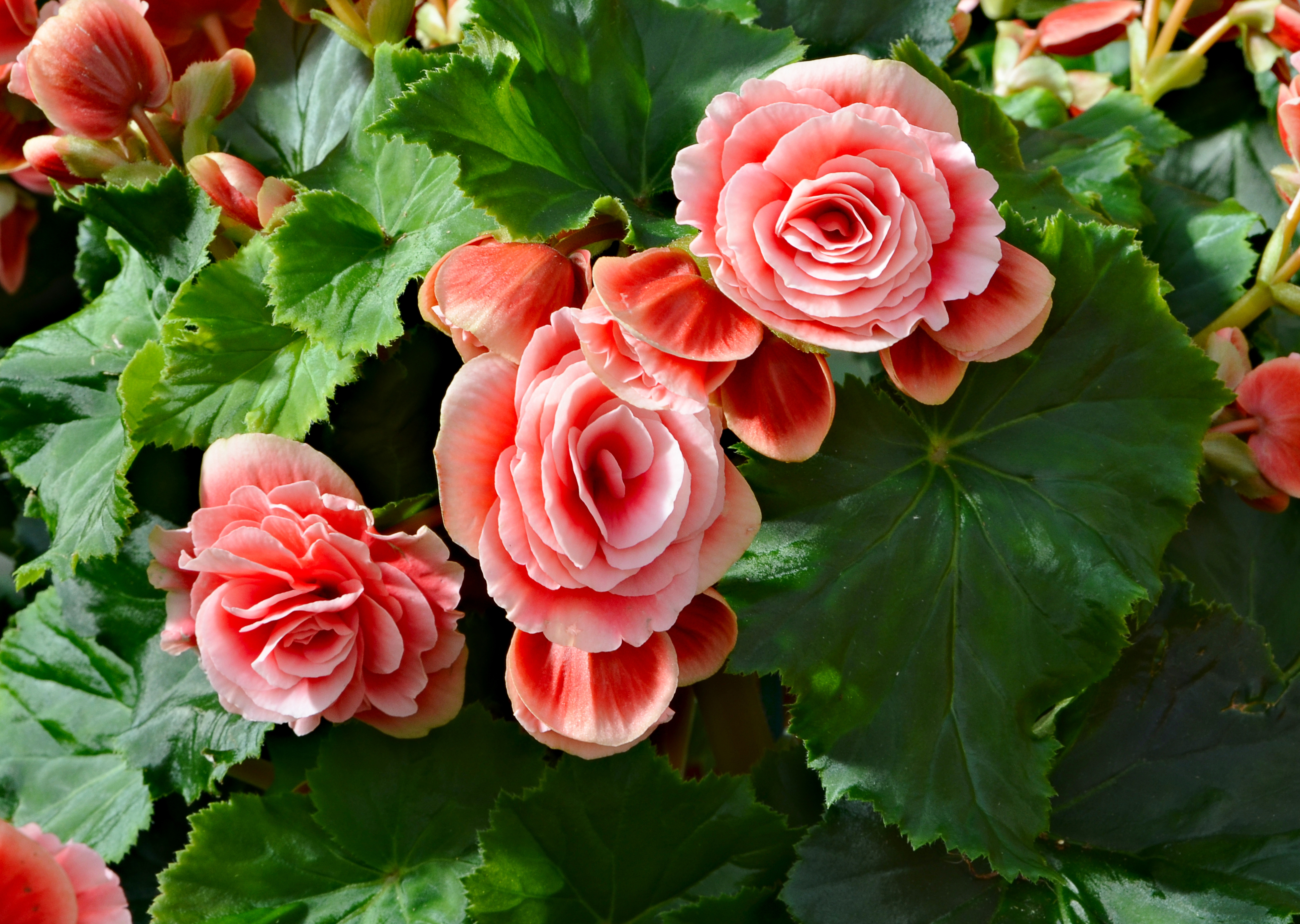
Détail d'un bégonia « à fleurs »
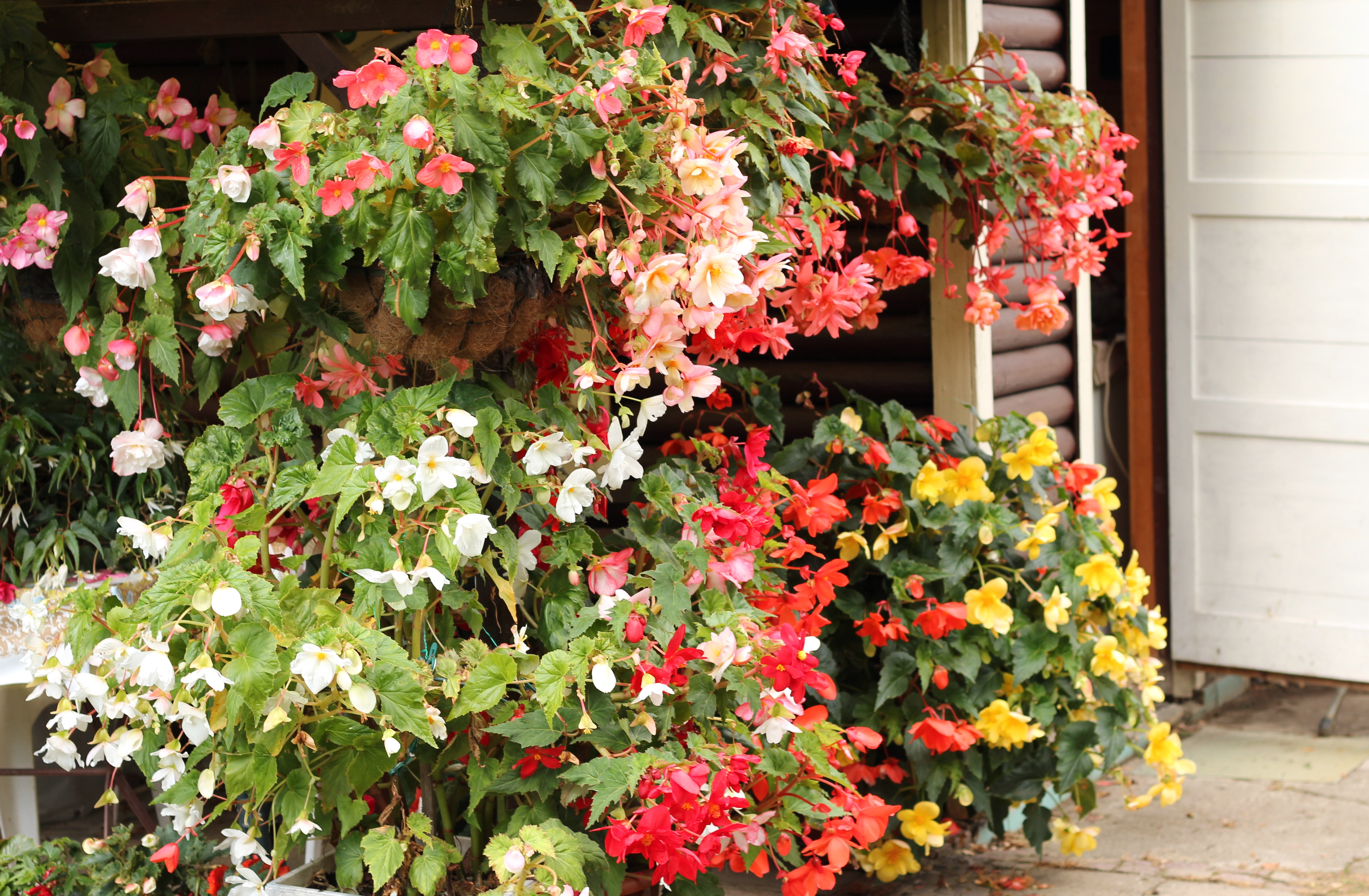
Bégonias tubéreux (Begonia ×tuberhybrida-cultorum)
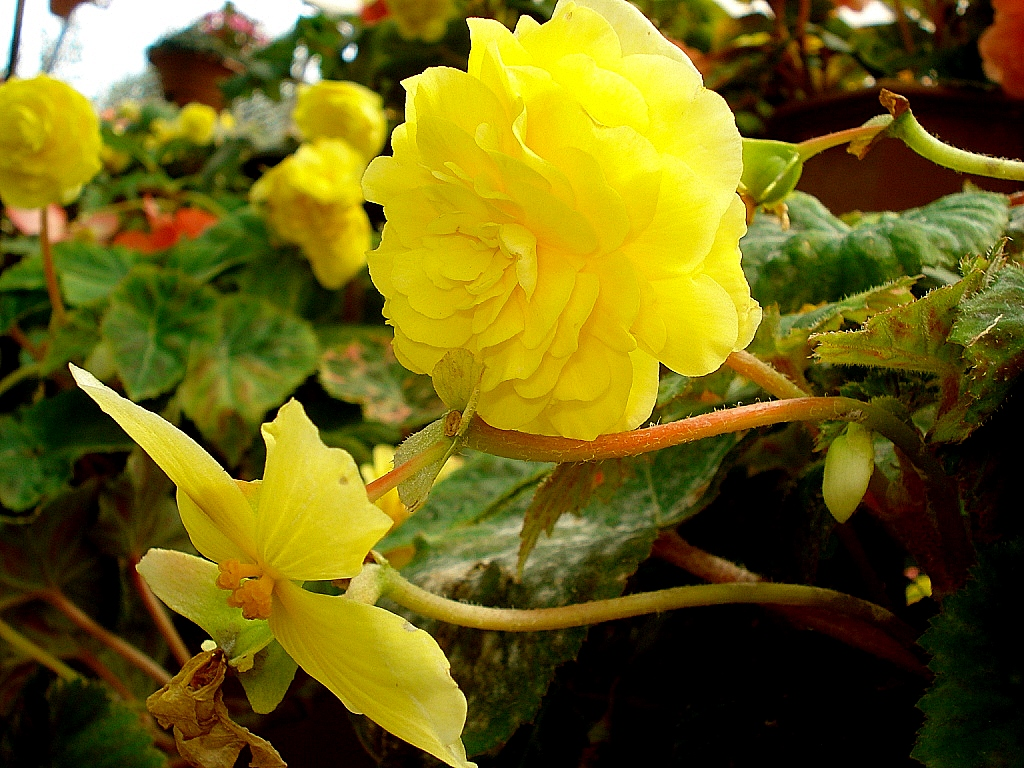
Détail d'un bégonia tubéreux
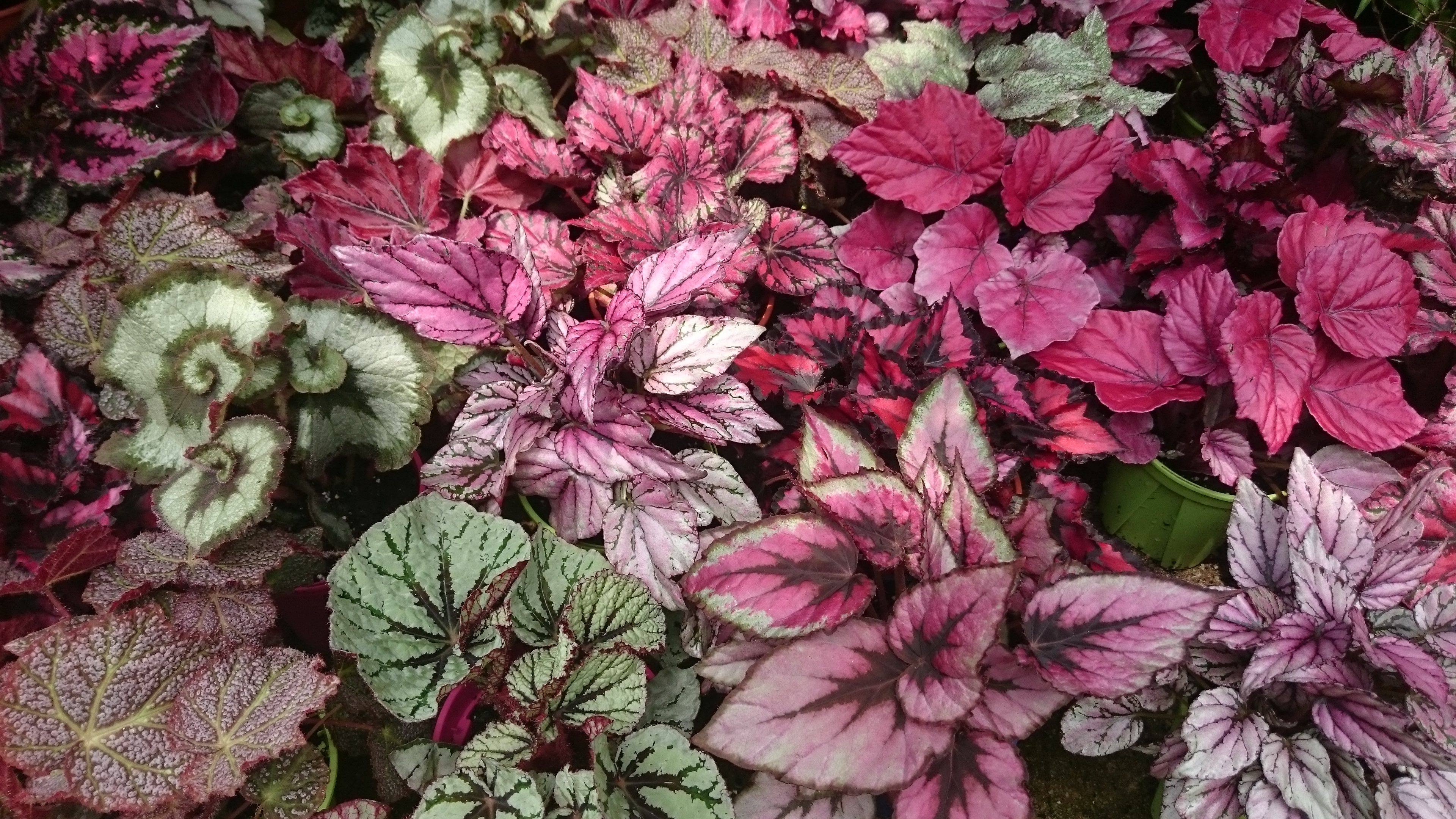
Begonia rex-cultorum
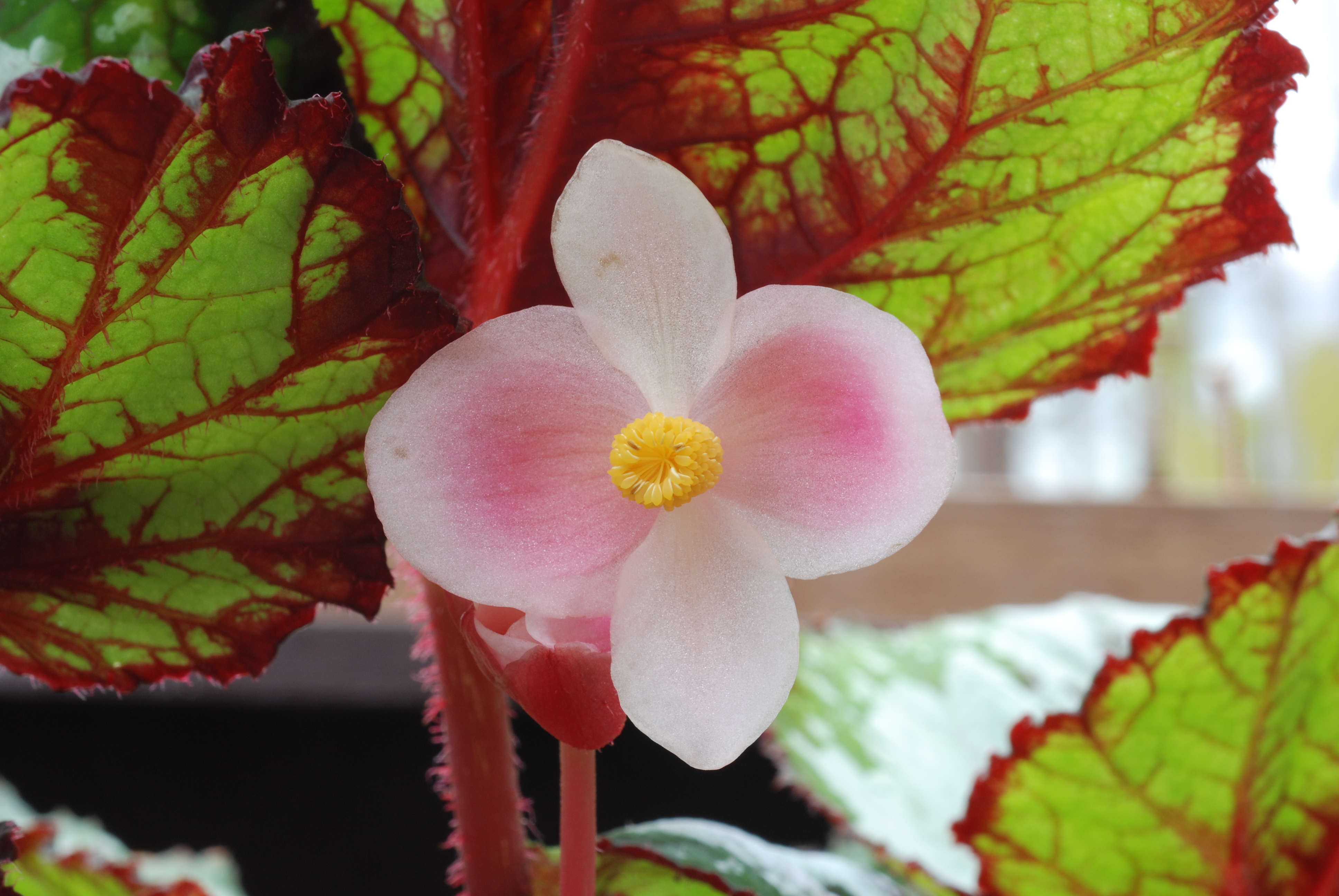
Détail d'un Begonia rex
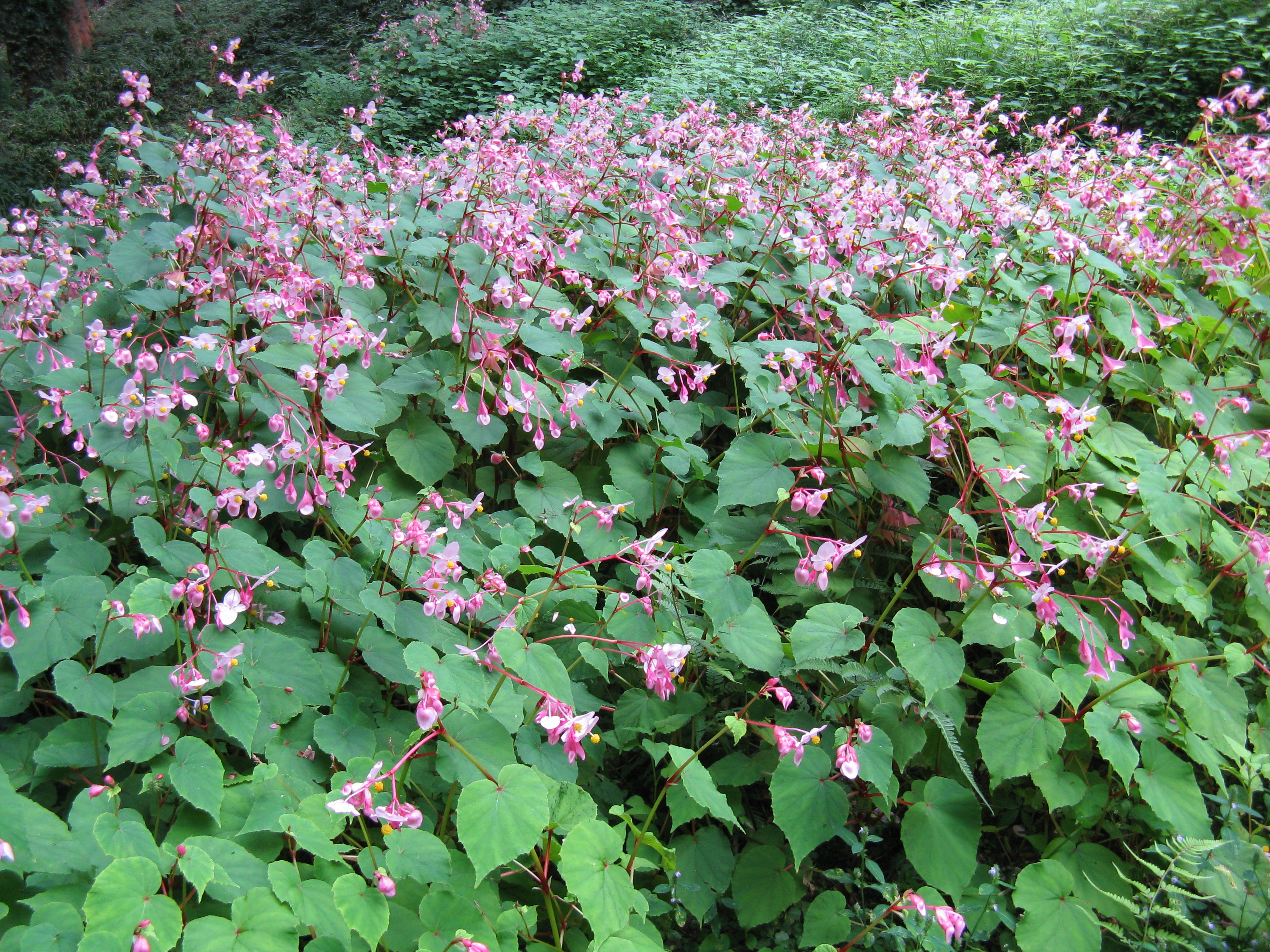
Begonia grandis, vivace plus rustique
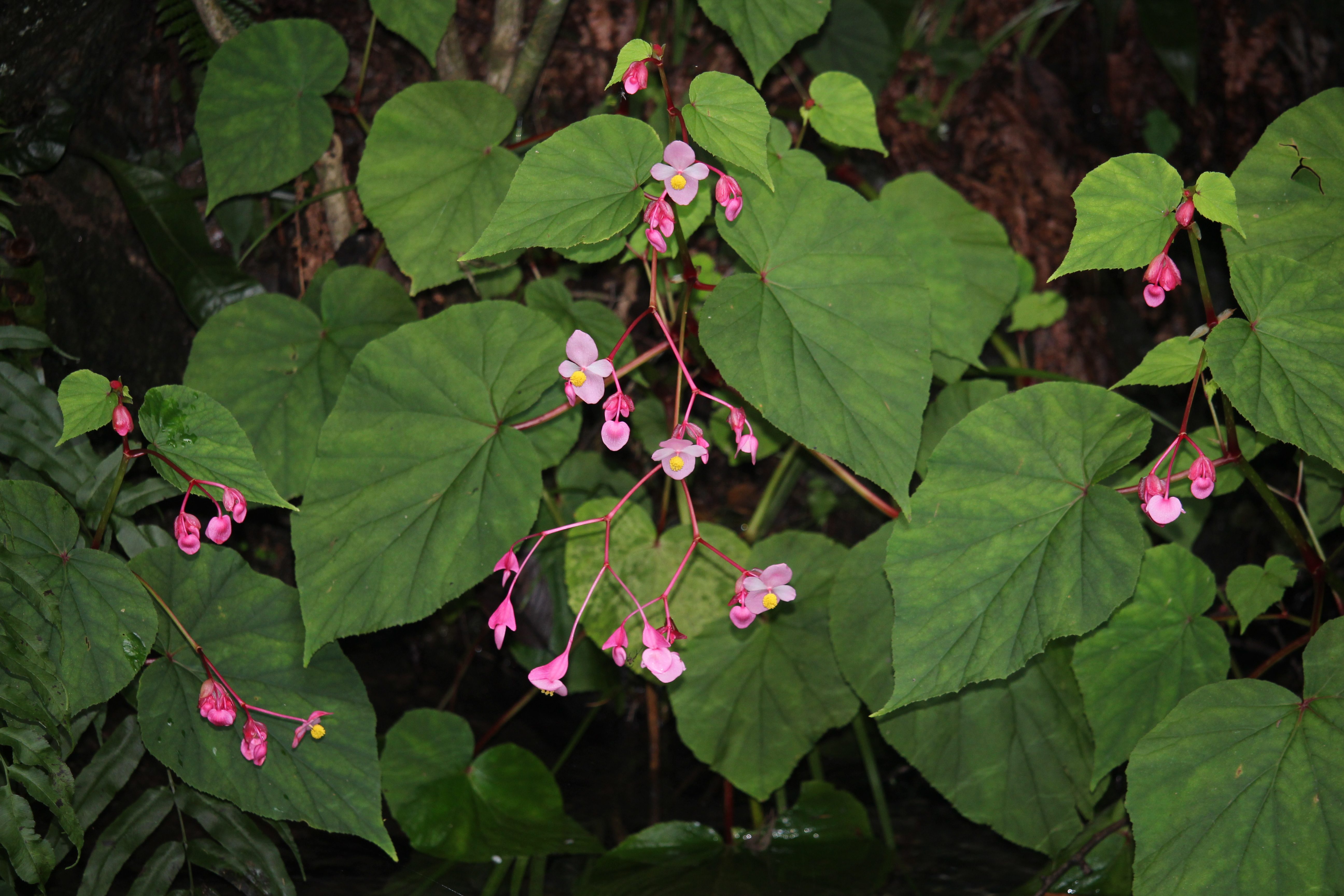
Détail d'un Begonia grandis

### Acclimatation
Les bégonias ornementaux importés dans des milieux propices peuvent localement devenir invasifs.
C'est notamment le cas à La Réunion où un hybride de Begonia rex colonise les sous bois en se propageant principalement par boutures naturelles de rhizomes et de feuilles. Une autre espèce originaire d'Asie, évadée des jardins, le Begonia diadème, est un couvre-sol rhizomateux envahissant certains sous-bois réunionnais, au détriment de la végétation locale. Tandis que le Begonia cucullata var. spatulata ou « cœur de Jésus » se propage par semis spontanés et stolons, colonisant les espaces naturels de cette île, tout comme à Hawaï, en Afrique du Sud ou encore, entre autres, en Nouvelle-Zélande.

### Conservation
Les bégonias étant principalement des plantes tropicales, de nombreuses espèces sont menacées par la déforestation avant même d'avoir été décrites. Au XXIe siècle, les botanistes accentuent donc leurs efforts pour collecter de nouveaux spécimens qui pourront être conservés et multipliés dans les collections nationales.
En France, le Conservatoire des collections végétales spécialisées (CCVS) recense plusieurs collections de bégonias :
- en Charente-Maritime, le Conservatoire du Bégonia de la Ville de Rochefort qui abrite une des plus grandes collections d'Europe, bégonias botaniques et hybrides,
- plus au sud de la Charente-Maritime, M. Jacky Duruisseau, un passionné, a constitué une collection agréée de bégonias botaniques et notamment une collection nationale de bégonias d'Afrique et de Madagascar,
- à Paris, au Jardin des serres d'Auteuil, se trouve la collection agréée de bégonias rhizomateux et caulescents du Jardin botanique de la ville de Paris,
- à Lyon, au Parc de la Tête d'Or, se trouve la collection nationale de bégonias botaniques du Jardin botanique de la ville de Lyon.

Auxquelles on peut ajouter les collections de bégonias conservées :
- au Jardin Alexandre-Godron, le jardin botanique de Nancy
- dans les jardins suspendus du Havre
- Les serres du Sénat au jardin du Luxembourg, à Paris

En Europe toujours, d'autres collections importantes ont été constituées, par exemple :
- au jardin botanique national de Belgique
- au Royaume-Uni, dans le jardin botanique de Glasgow et celui d'Édimbourg qui a mis en place un programme d'inventaire des espèces dans le but de comprendre les processus de diversification dans ce genre[56].

En Amérique, les bégonias du jardin botanique de Montréal, au Canada, font partie des végétaux vedettes, et aux États-Unis, la collection publique la plus complète se trouve au Texas, dans le jardin botanique de Fort Worth (en) qui présentait en 2015, lors de son accréditation, plus de 1000 taxons, environ 300 espèces et 700 cultivars.
En Asie, le jardin botanique de Bali notamment abrite l'une des plus grandes collections au monde de bégonias. À Taïwan, en 2018, l'Academia Sinica de Taipei cultive environ 600 espèces, dont 85% récoltées en Asie et le Cecilia Koo Botanic Conservation Center (KBCC), fondé en 2007, abrite une collection de 562 espèces (72% d'Asie, 22% des Amériques et 6% d'Afrique) et 756 cultivars.
En Océanie, les jardins botaniques royaux de Sydney présentent l'une des plus grandes collections au monde en extérieur.
De leur côté, les amateurs de bégonias botaniques privilégient les échanges de boutures et de graines afin de ne pas contribuer à la raréfaction des plantes sauvages en prélevant des pieds dans leur milieu naturel.

## Usage

### Ornemental
Les bégonias sont cultivés principalement comme plantes ornementales.
Les horticulteurs européens, australiens et néozélandais ont montré traditionnellement un engouement presque exclusif pour la floraison spectaculaire des hybrides de bégonias tubéreux, originaires de Andes et supportant mal en revanche le climat de l'Amérique du Nord, globalement trop chaud pour eux. En revanche, aux États-Unis et au Canada, les collectionneurs qui peuvent se procurer aisément des plantes d'Amérique centrale disposent plus facilement d'un large choix d'espèces et d'hybrides à acclimater.

### Médicinal
Plusieurs espèces font partie de la pharmacopée traditionnelle, toutefois, leurs composés pouvant s'avérer toxiques, ce sont des remèdes délicats à utiliser. Leur richesse en oxalates limite la consommation, car une trop grande quantité peut contrarier l'assimilation du calcium ou autres minéraux et en inhibant des enzymes. En excès, l'usage des racines et des tubercules peut ainsi provoquer une anémie. Begonia grandis est connu en Asie dès le début du XVe siècle pour ses propriétés astringentes, de même que d'autres espèces découvertes par la suite, utilisées pour nettoyer les plaies, apaiser les enflures et traiter diverses maladies. Un fascicule chinois datant de 1765, préconise Begonia fimbristipula pour traiter des problèmes disgestifs. Begonia gracilis est utilisé comme vomitif ou purgatif. Notons aussi la présence de cucurbitacine, très amère, mais qui a prouvé des propriétés antitumorales, et également de la rutine, utilisée en cas de troubles de la circulation sanguine,,.

### Alimentaire
De nombreuses espèces ont un goût acidulé. Elles ont à peu près le même usage que l'Oseille (Rumex acetosa), une plante également riche en oxalates.
En gastronomie, on utilise essentiellement Begonia gracilis et Begonia semperflorens, sachant que les bégonias de couleur sombre ont plus de goût que ceux qui sont de teinte claire. On utilise des bégonias comme accompagnement, dans des sauces ou en salade, pour relever les plats de viande ou de poisson.
Les fleurs peuvent être consommées crues.
Les feuilles de beaucoup d'espèces sont consommées de par le monde, notamment comme légumes cuits dont la saveur acidulée se marie bien avec le poisson ou la crevette. Les bégonias bambous, dotés de larges feuilles sans pilosité, sont faciles à trouver. Les feuilles doivent être cuites, bouillies ou en mélange avec le plat,. D'autres espèces comme Begonia fimbristipula sont consommées en tisane.
Afrique : au Gabon par exemple, on apprécie notamment Begonia macrocarpa, mais aussi B. elatostemmoides, B. eminii, B. fusialata, B. hirsutula, B. komoensis, B. sciaphila, B. scutifolia ou encore B. sessilifolia.
Amérique : au Mexique pas moins de dix huit espèces de bégonias font l'objet de cueillette et sont employées comme Quelite, comme Begonia plebeja dont ce sont les tiges et les pétioles qui sont consommés. Au Brésil on utilise B. cucullata, B. bidentata, etc. Au Paraguay les feuilles de B. cucullata sont mangées frites ou en soupe.
Asie : Begonia lailana est couramment vendu en bottes de tiges feuillées fraîches sur les marchés de Bornéo, mais on récolte aussi par exemple Begonia baramensis, Begonia stenogyna au Brunei et Begonia lazat  au Sabah. Plus original, certains chasseurs indonésiens mélangent au riz de leur chien de la cendre de Begonia chlorocarpa pour les rendre plus excités à la chasse au sanglier.
Les tiges, malgré leur toxicité potentielle, sont recherchées pour leur goût à la fois sucré et acide par les enfants du nord du Mexique, comme les petits Chinois, qui mastiquent respectivement des tiges de B. gracilis ou de Begonia grandis ssp. evensiana. Les Mexicains en font aussi du fourrage pour les animaux.
La sève de B. gracilis sert au Mexique à faire cailler le lait pour obtenir du fromage.

## Bégonias dans la culture populaire
Dans le langage des fleurs, le bégonia symbolise l'amitié cordiale.
Au XIXe siècle, Les horticulteurs de Nancy sont très proches des artistes de l'École de Nancy, qui contribuent à accroitre la popularité de ces fleurs en les intégrant à leurs œuvres, à l'exemple d'Émile Gallé qui en fait un décor de verrerie.
Au début de la seconde moitié du 20e siècle, l'architecte paysagiste belge Etienne Stautemas (nl) commence à créer des tapis de fleurs à base de bégonias tubéreux à grandes fleurs, dont son pays est le principal producteur depuis 1860. Par la suite l'artiste en conçoit de plus en plus grands, un peu partout dans le monde. Le plus important fait 1 800 m2. Il est mis en place en une huitaine d'heures par plus d'une centaine de bénévoles sur la Grand-Place de Bruxelles, tous les deux ans depuis 1971, le week-end du 15 août. Les fleurs sont si tassées qu'elles ne peuvent pas s'envoler et restent fraîches durant quatre jours, en créant un micro-climat au ras du sol,.
Begonia est un prénom féminin très rare, ce nom de fleur est d'origine hispanique, basque. Il a connu un pic en France autour des années 1970,,.
À Rochefort, la ville de Michel Bégon qui a donné son nom au bégonia, Le Bégonia d'Or est un atelier d'art qui perpétue la broderie au fil d'or, notamment le cannetille, un fil d'or en spirale.

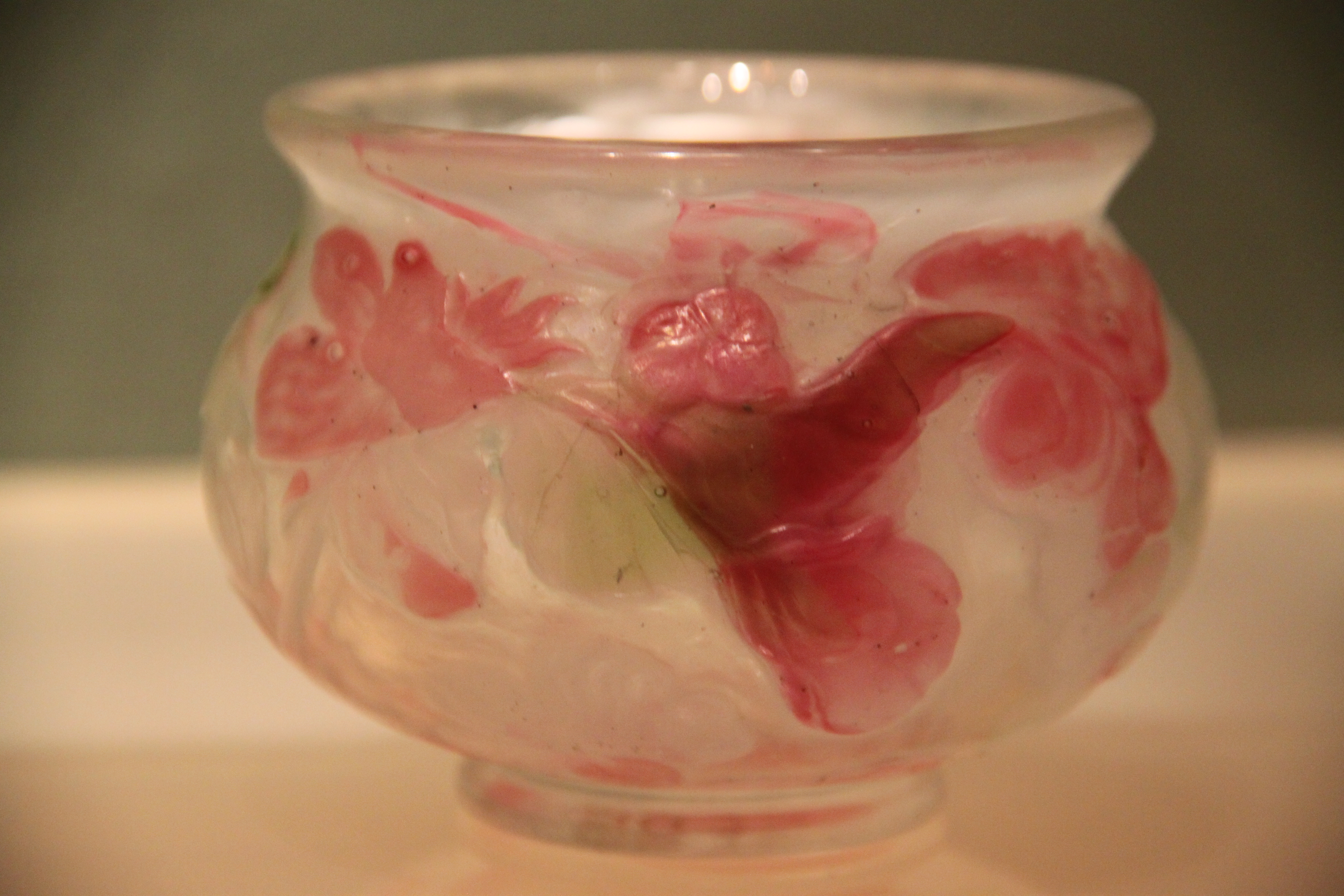
Coupe Bégonia rose, vers 1894 par Émile Gallé, ami de l'horticulteur nancéien François Félix Crousse.
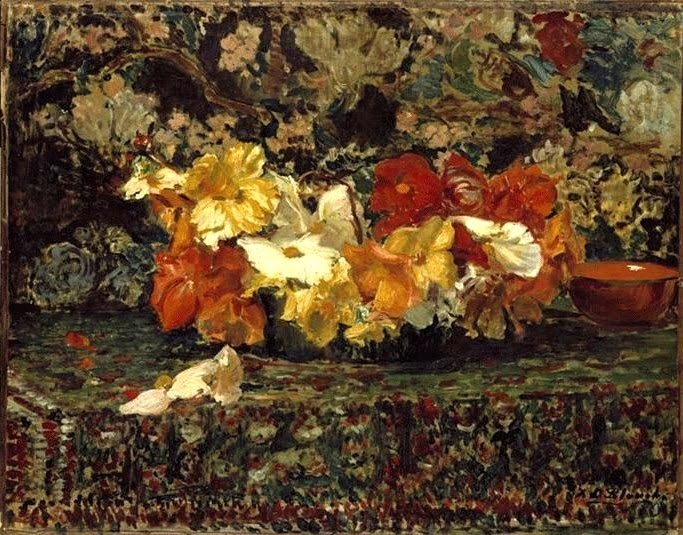
Les bégonias, peint vers 1914 par Jacques-Émile Blanche.
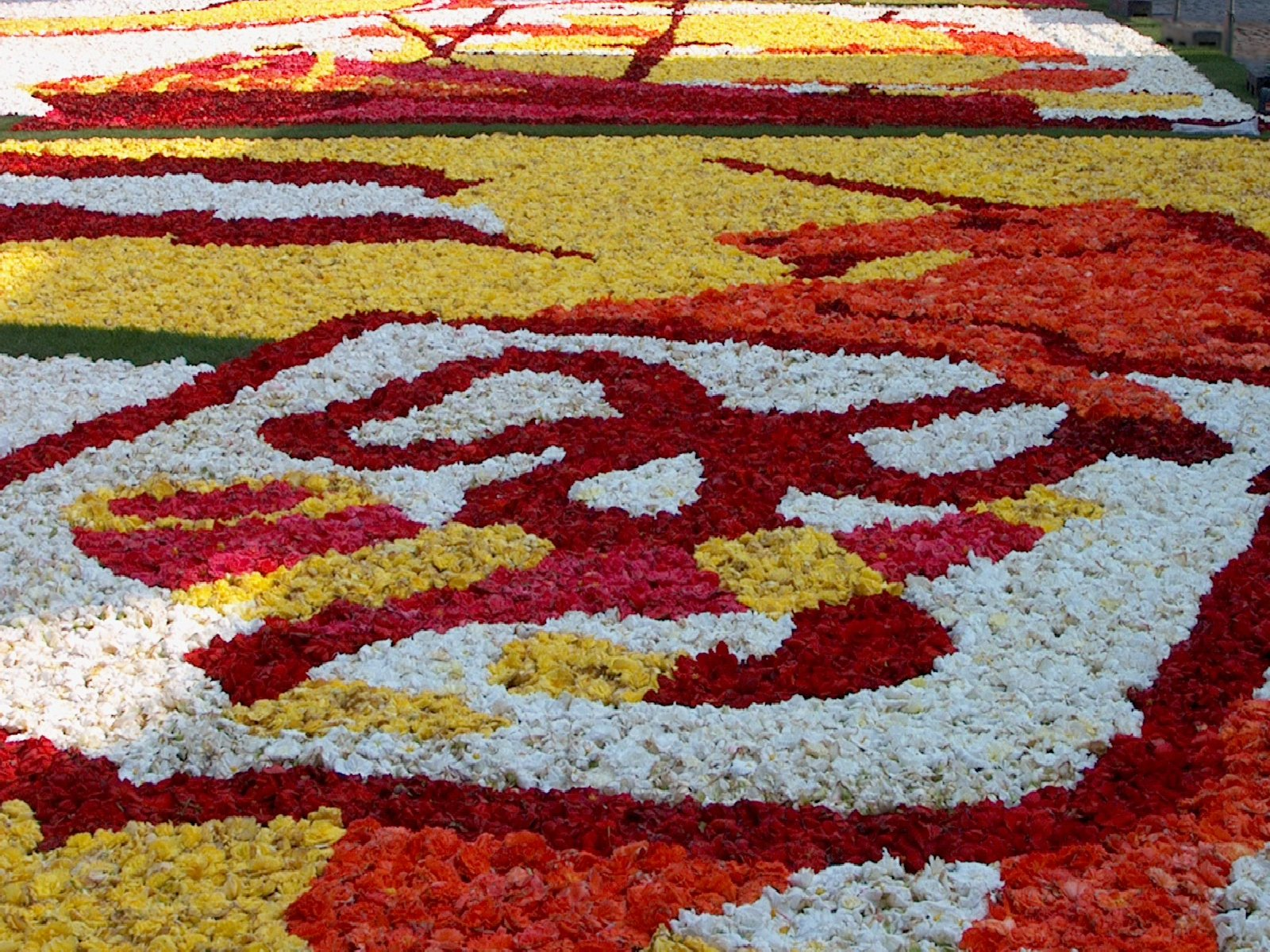
Détail d'un tapis de  fleurs de bégonias à Hoorn (Pays-Bas).